# Zagrzeb

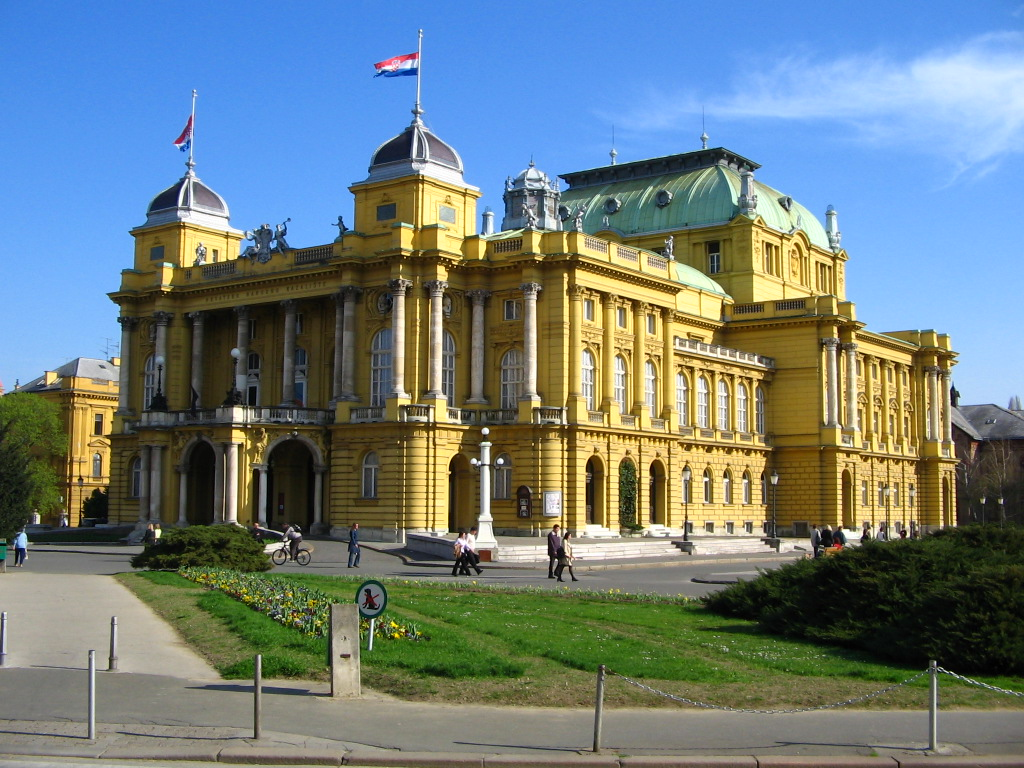
Teatr narodowy

Zagrzeb (chorw. Zagreb, wym. [ˈzɑː.greb];
niem. hist. Agram, węg. Zágráb, wł. Zagabria) – stolica i największe miasto Chorwacji. Liczy ono 767 tys. mieszkańców (2021), a aglomerację zagrzebską zamieszkuje około 1,1 mln. Historycznie miasto wywodzi się od leżących na sąsiadujących ze sobą wzgórzach osad Gradec i Kaptol, które stanowią jądro dzisiejszego Zagrzebia.
Miasto leży na północnym brzegu Sawy, u podnóża Medvednicy. Stanowi samodzielny okręg administracyjny. Jest również stolicą otaczającej go żupanii zagrzebskiej. Współcześnie Zagrzeb stanowi administracyjne, gospodarcze, kulturalne, komunikacyjne i naukowe centrum Chorwacji. Ze względu na swoje położenie i kulturę zalicza się do miast Europy Środkowej.

## Nazwa
Choć istnieją liczne teorie o pochodzeniu nazwy Zagrzebia, wywodzi się ona niewątpliwie z języka chorwackiego, od czasownika zagrepsti, czyli zakopać. Łacińska nazwa Zagrabia wskazuje na to, że już wcześniej miejsce to było zabezpieczone rowem (chorw. grab) lub fosą.

## Geografia

### Położenie

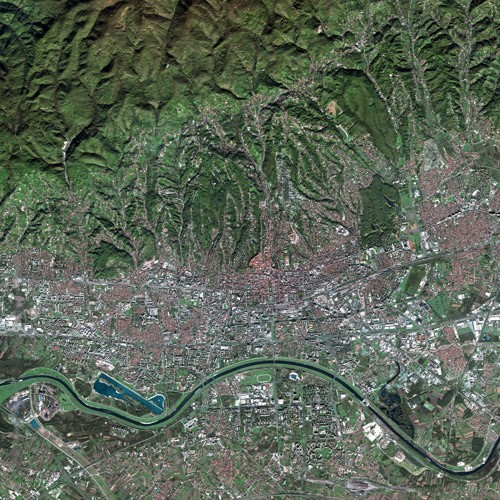
Zdjęcie satelitarne

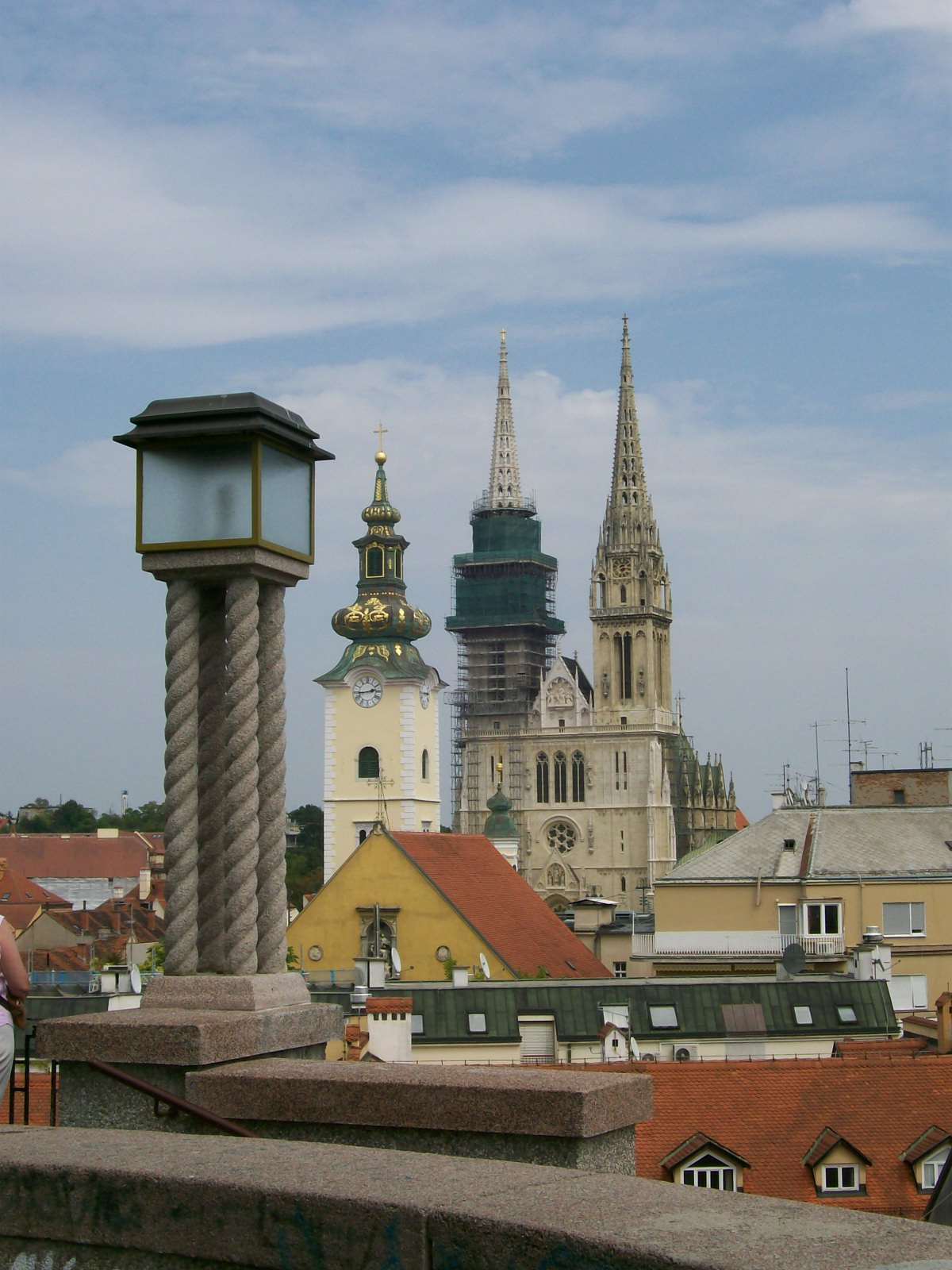
Zagrzebska katedra – widok z Górnego Miasta

Zagrzeb położony jest w centralnej kontynentalnej Chorwacji, na południowych zboczach Medvednicy i na brzegach Sawy. Leży na wysokości 122 m n.p.m. (Zrinjevac). Dzięki korzystnemu położeniu geograficznemu na południowo-zachodnim krańcu Kotliny Panońskiej, pomiędzy regionami alpejskim, dynarskim, adriatyckim i panońskim, Zagrzeb znajduje się na skrzyżowaniu szlaków wiodących z Europy Środkowej na Bałkany oraz nad Adriatyk.

### Klimat
Zagrzeb leży w strefie klimatu subtropikalnego kontynentalnego.
Opady śniegu mają miejsce zwykle w miesiącach zimowych (od grudnia do marca), a deszcz i mgła są powszechne jesienią (od października do grudnia). Najwyższą zanotowaną kiedykolwiek temperaturą było 40,4 °C w lipcu 1950 roku, a najniższą −27,3 °C w lutym 1956 roku.
| Miesiąc                                                                                        | Sty  | Lut  | Mar  | Kwi  | Maj  | Cze  | Lip  | Sie  | Wrz  | Paź  | Lis  | Gru  | Roczna |
| ---------------------------------------------------------------------------------------------- | ---- | ---- | ---- | ---- | ---- | ---- | ---- | ---- | ---- | ---- | ---- | ---- | ------ |
| Średnie temperatury w dzień [°C]                                                               | 3.1  | 6.1  | 11.3 | 16.4 | 21.3 | 24.6 | 26.7 | 26.2 | 22.3 | 16.2 | 9.3  | 4.4  | 15,7   |
| Średnie dobowe temperatury [°C]                                                                | 0.0  | 1.9  | 6.2  | 11.1 | 15.8 | 19.2 | 20.9 | 20.2 | 16.1 | 10.9 | 5.8  | 1.4  | 10,8   |
| Średnie temperatury w nocy [°C]                                                                | -4.0 | -2.5 | 0.9  | 4.9  | 9.2  | 12.7 | 14.2 | 13.7 | 10.4 | 5.8  | 1.8  | -1.9 | 5,4    |
| Opady [mm]                                                                                     | 48.6 | 41.9 | 51.6 | 61.5 | 78.8 | 99.3 | 81.0 | 90.5 | 82.7 | 71.6 | 84.8 | 63.8 | 856,1  |
| Średnia liczba dni z opadami                                                                   | 10.8 | 10.0 | 11.2 | 12.7 | 13.2 | 13.6 | 10.9 | 10.4 | 9.8  | 10.2 | 12.2 | 12.1 | 137,1  |
| Średnie usłonecznienie [h]                                                                     | 59   | 94   | 140  | 178  | 234  | 245  | 282  | 260  | 186  | 131  | 66   | 46   | 1920   |
| Źródło: Światowa Organizacja Meteorologiczna, Croatian Meteorological and Hydrological Service |      |      |      |      |      |      |      |      |      |      |      |      |        |

### Osiedla
Miasto Zagrzeb rozpościera się na powierzchni 641 km². Zespół miejski Zagrzebia obejmuje także 70 innych osiedli. Są to: Adamovec, Belovar, Blaguša, Botinec, Brebernica, Brezovica, Budenec, Buzin, Cerje, Demerje, Desprim, Dobrodol, Donji Čehi, Donji Dragonožec, Donji Trpuci, Drenčec, Drežnik Brezovički, Dumovec, Đurđekovec, Gajec, Glavnica Donja, Glavnica Gornja, Glavničica, Goli Breg, Goranec, Gornji Čehi, Gornji Dragonožec, Gornji Trpuci, Grančari, Havidić Selo, Horvati, Hrašće Turopoljsko, Hrvatski Leskovac, Hudi Bitek, Ivanja Reka, Jesenovec, Ježdovec, Kašina, Kašinska Sopnica, Kučilovina, Kućanec, Kupinečki Kraljevec, Lipnica, Lučko, Lužan, Mala Mlaka, Markovo Polje, Moravče, Odra, Odranski Obrež, Paruževina, Planina Donja, Planina Gornja, Popovec, Prekvršje, Prepuštovec, Sesvete, Soblinec, Starjak, Strmec, Šašinovec, Šimunčevec, Veliko Polje, Vuger Selo, Vugrovec Donji, Vugrovec Gornji, Vurnovec, Zadvorsko i Žerjavinec.

## Historia

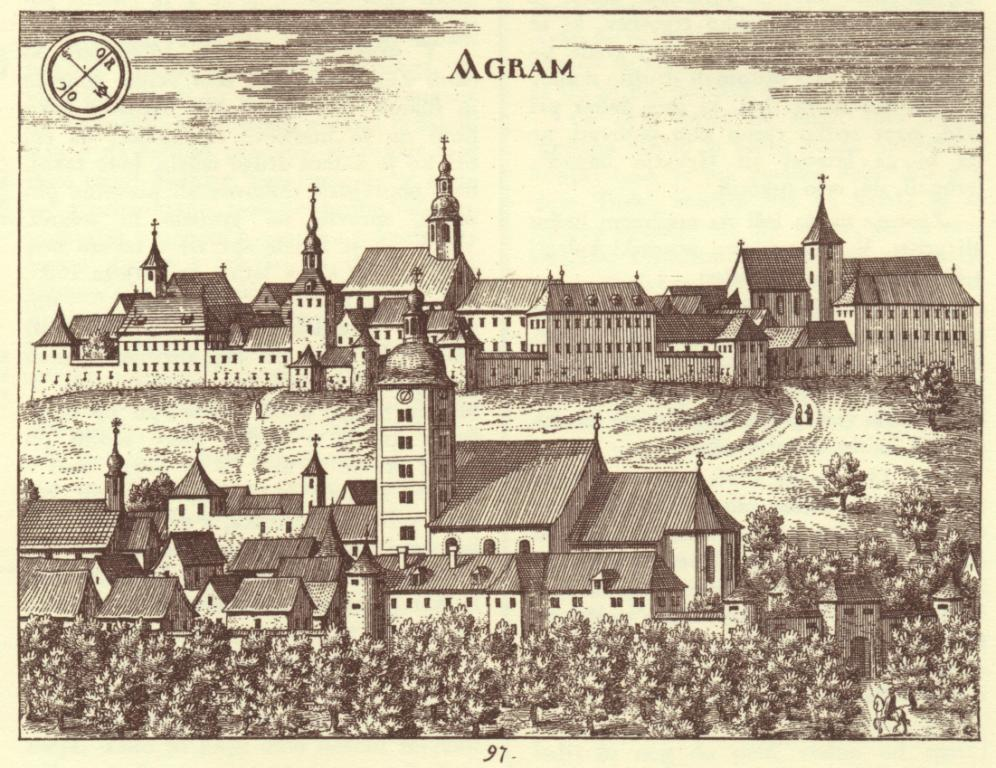
Zagrzeb na grafice z 1689 r. (z dzieła pt. Die Ehre des Herzogthums Crain J. V. Valvasora)

- 1094 – Erygowanie biskupstwa i katedry na Kaptolu.
- ok. 1240 – najazd Tatarów, założenie osady Gradec na sąsiednim wzgórzu Kaptola – Grič. W 1242 został wolnym miastem królewskim. Na Kaptolu jest władza kościelna. Toczyła się rywalizacja między mieszkańcami Gradeca a Kaptola.
- 1557 – nazywa się go stolicą kraju (w późniejszych wiekach straci przejściowo tę funkcję m.in. na rzecz Varaždinu).
- 1607 – założenie gimnazjum (potem akademia).
- od XIX wieku – stolica Chorwacji (od 1878 oficjalna nazwa – Trójjedyne Królestwo Chorwacji, Slawonii i Dalmacji) – autonomicznego państwa wchodzącego w skład Wielkich Węgier; stolica komitatu Zagrzeb (Zagrebačka županija, Zágráb vármegye, Komitat Zágráb).
- ok. 1850 – miasta Kaptol i Gradec zostały formalnie zjednoczone.
- 1862 – otwarto połączenie kolejowe z Wiedniem.
- 1878 – otwarcie pierwszego wodociągu.
- koniec XIX i pocz. XX w. – budowa na południe od starówki (Górne Miasto) tzw. Dolnego Miasta – nowoczesnej dzielnicy z szerokimi ulicami i placami zabudowanymi wielkomiejskimi kamienicami i gmachami w stylach historyzmu
- 1918 – rozpad Austro-Węgier – Zagrzeb przestaje być stolicą Królestwa Dalmacji, Chorwacji i Slawonii – po wejściu w skład Królestwa Serbów, Chorwatów i Słoweńców jego rola spada do funkcji głównego miasta chorwackiego.
- 1941–1945 – stolica faszystowskiego Niezależnego Państwa Chorwackiego.
- 1964 – w dniach 25–26 października miasto nawiedziła ogromna powódź. Wezbrane wody Sawy zalały obszar 25,5 tys. hektarów, na którym w 45 tys. budynków mieszkało około 200 tys. ludzi. Ucierpiało 100 zakładów przemysłowych, 30 szkół, a ok. 10 tys. mieszkań nie nadawało się do dalszego użytku. Życie straciło co najmniej 14 osób[9].
- od 1991 – stolica niepodległej Chorwacji.

Podczas wojny w Jugosławii na miasto kilkukrotnie spadały serbskie pociski niszcząc budynki oraz powodując ofiary śmiertelne wśród mieszkańców.

## Demografia
Według spisu ludności z 2011 roku Zagrzeb miał 790 017 mieszkańców. Aglomerację zamieszkiwało wtedy ponad milion osób. Średni wiek mieszkańców w 2011 roku wynosił 41,6 roku.
Pod względem narodowości większość mieszkańców stanowili Chorwaci (735 824), a wśród mniejszości narodowych największe stanowią Serbowie (17 526), Boszniacy (8119), Albańczycy (4292), Romowie (2755) i Słoweńcy (2132). Dominującym wyznaniem jest katolicyzm (656 571), inne większe grupy wyznaniowe to prawosławni (15 960), muzułmanie (18 044), protestanci (2553), inni chrześcijanie (3070), wyznawcy religii orientalnych (1084), innych religii, ruchów i filozofii życiowych (1055) oraz wyznawcy judaizmu (327). 11 800 mieszkańców zadeklarowało agnostycyzm, a 49 784 – ateizm. 27 290 nie zadeklarowało żadnej religii.
Największe dzielnice miasta to: Trešnjevka (122 099 mieszkańców), Novi Zagreb (117 158 mieszkańców) i Dubrava (98 204 mieszkańców). Według spisu ludności z roku 1991 miasto Zagrzeb miał 777 826 mieszkańców.

## Administracja

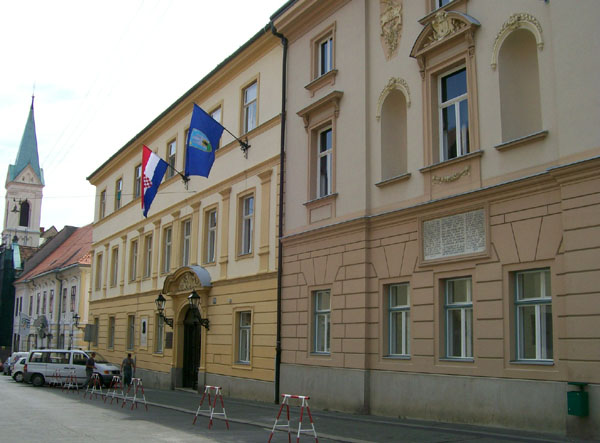
Stary Ratusz, siedziba Rady miasta

Miasto Zagrzeb, jako stolica Republiki Chorwacji, ma jednocześnie status jednostki samorządu lokalnego (miasto) i samorządu regionalnego, żupanii. Status Miasta Zagrzebia został określony Ustawą o Mieście Zagrzebiu (NN 62/2001.).
Organami Miasta Zagrzebia są:
- Rada miasta
- Prezydent miasta

Rada miasta jest organem przedstawicielskim mieszkańców Miasta Zagrzebia, który stanowi prawo w ramach kompetencji samorządowych Miasta Zagrzebia oraz wykonuje inne prace zgodnie z prawem i Statutem miasta. Rada miasta liczy 51 członków, a jej aktualni członkowie zostali wybrani w powszechnych wyborach w 2017 r. W skład Rady miasta wchodzą posłowie wybrani z następujących list:
| Lista wyborcza                                 | Liczba mandatów |
| Bandić Milan 365 - Partia Pracy i Solidarności | 14              |
| SDP                                            | 13              |
| Niezależna lista Sandry Švaljek                | 8               |
| HDZ                                            | 7               |
| Lista kandydatów grupy wyborców                | 5               |
| Zagrzeb Jest Nasz!                             | 4               |

## Dzielnice miasta

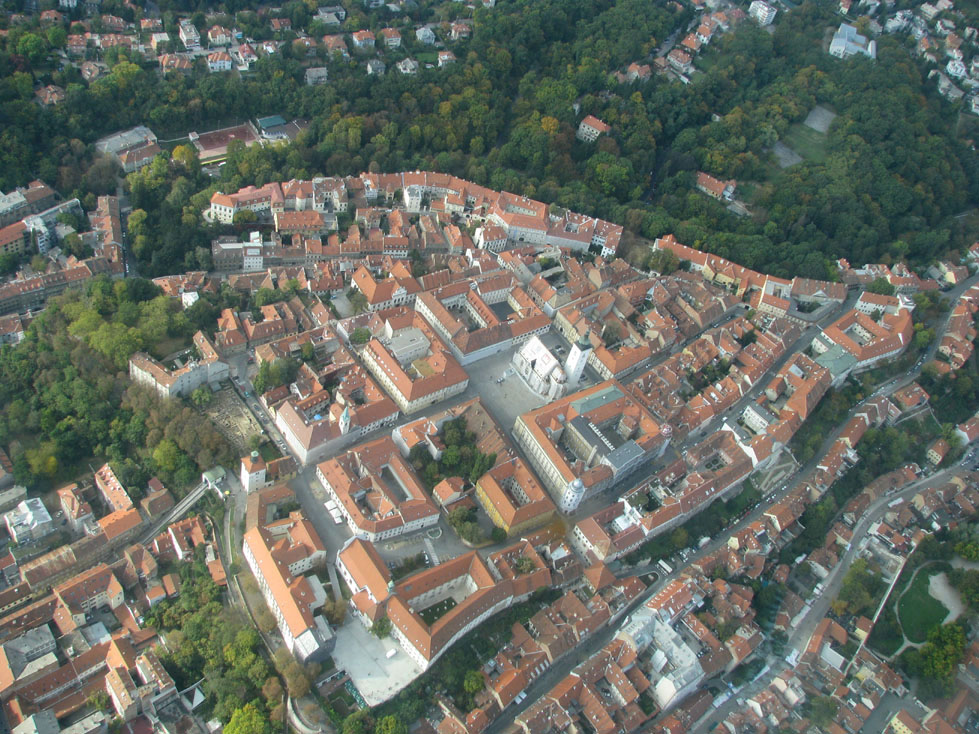
Gornji Grad z powietrza

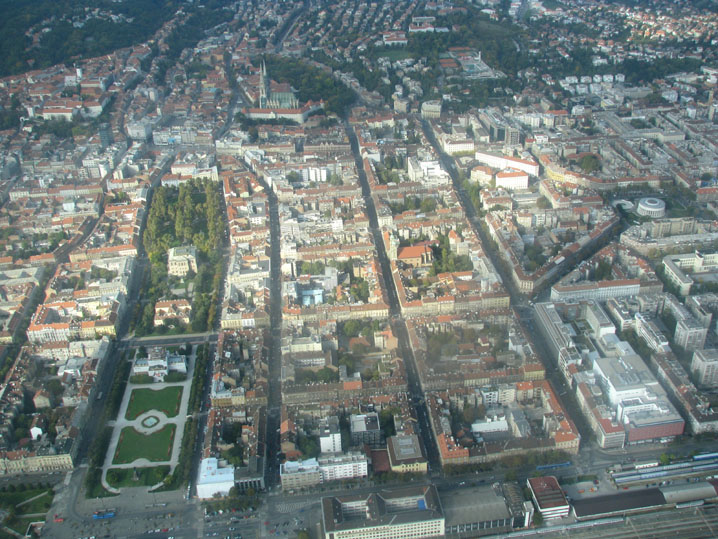
Donji Grad z powietrza

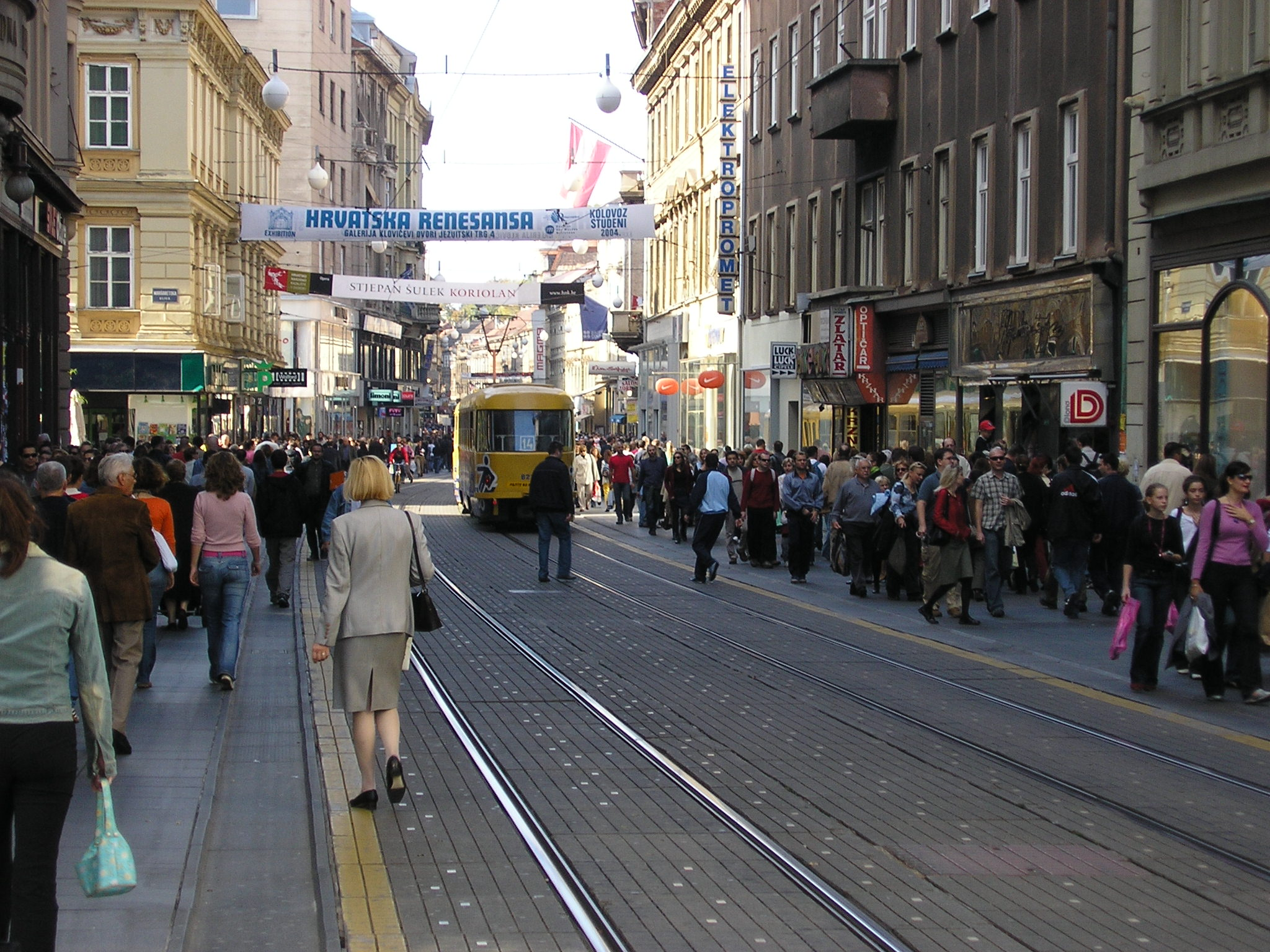
Ilica, najbardziej znana zagrzebska ulica handlowa

Na terenie Zagrzebia w 1999 r. utworzono dzielnice i komitety lokalne jako formę lokalnego samorządu. W Zagrzebiu powstało 17 dzielnic:
| Lp. | Dzielnica               | Powierzchnia (km²) | Ludność (2011) |
| --- | ----------------------- | ------------------ | -------------- |
| 1.  | Donji Grad              | 3,01               | 37 024         |
| 2.  | Gornji Grad – Medveščak | 10,19              | 30 962         |
| 3.  | Trnje                   | 7,37               | 42 282         |
| 4.  | Maksimir                | 14,97              | 48 902         |
| 5.  | Peščenica – Žitnjak     | 35,30              | 56 487         |
| 6.  | Novi Zagreb – istok     | 16,54              | 59 055         |
| 7.  | Novi Zagreb – zapad     | 62,64              | 58 103         |
| 8.  | Trešnjevka – sjever     | 5,81               | 55 425         |
| 9.  | Trešnjevka – jug        | 9,84               | 66 674         |
| 10. | Črnomerec               | 24,23              | 38 546         |
| 11. | Gornja Dubrava          | 40,26              | 61 841         |
| 12. | Donja Dubrava           | 10,81              | 36 363         |
| 13. | Stenjevec               | 12,18              | 51 390         |
| 14. | Podsused – Vrapče       | 36,16              | 45 759         |
| 15. | Podsljeme               | 59,43              | 19 165         |
| 16. | Sesvete                 | 165,25             | 70 009         |
| 17. | Brezovica               | 127,33             | 12 030         |
|     | Razem                   | 641,32             | 790 017        |

## Gospodarka

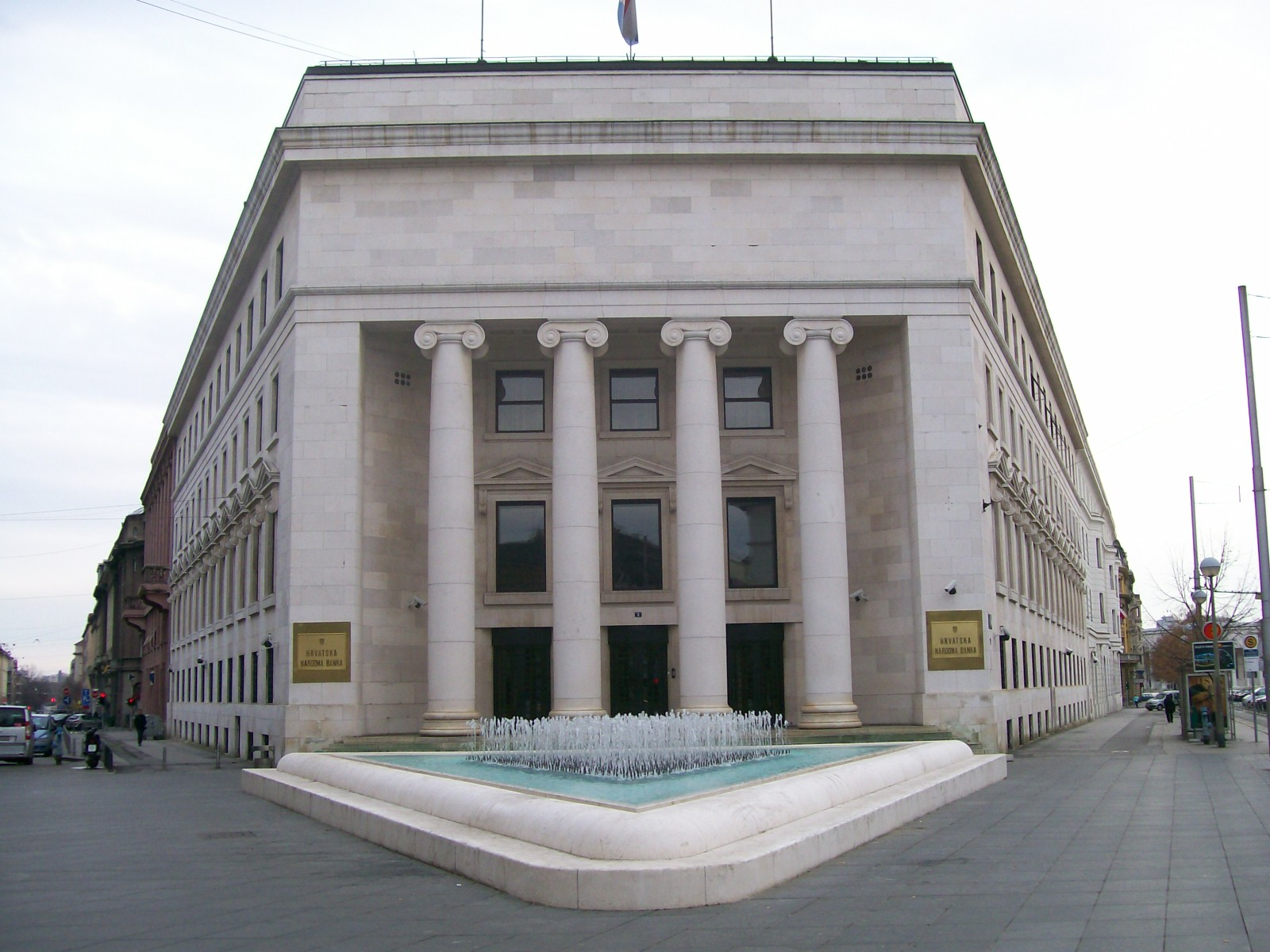
Narodowy Bank Chorwacji

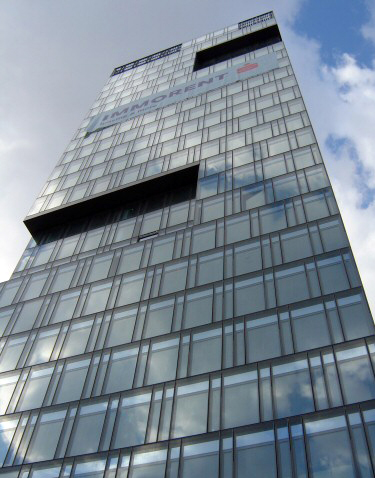
Eurotower – siedziba zagrzebskiej giełdy

Główne gałęzie gospodarki to: produkcja urządzeń elektrycznych, przemysł chemiczny, farmaceutyczny, tekstylny, spożywczy. Zagrzeb jest międzynarodowym centrum handlu i biznesu oraz węzłem komunikacyjnym między Środkową a Wschodnią Europą. Budżet miasta Zagrzebia na rok 2013 wyniósł 6,7 mld kun.
Ma największe PKB na mieszkańca w Chorwacji (19 132 dolary w 2005 roku, gdy średnia krajowa wynosiła 10 431 dolarów). W 2004 roku parytet siły nabywczej wynosił 28 261 dolarów (19 067 euro).
W lipcu 2008 roku średnia pensja netto w Zagrzebiu wynosiła 6228 kun, czyli ok. 1356 dolarów (krajowa średnia wynosiła 5234 kuny, czyli 1140 dolarów). W pierwszych trzech miesiącach 2009 r. średnia stopa bezrobocia wzrosła z 6,2% do 6,8%, co znaczy, że bez pracy pozostawało 28 000 zagrzebian.

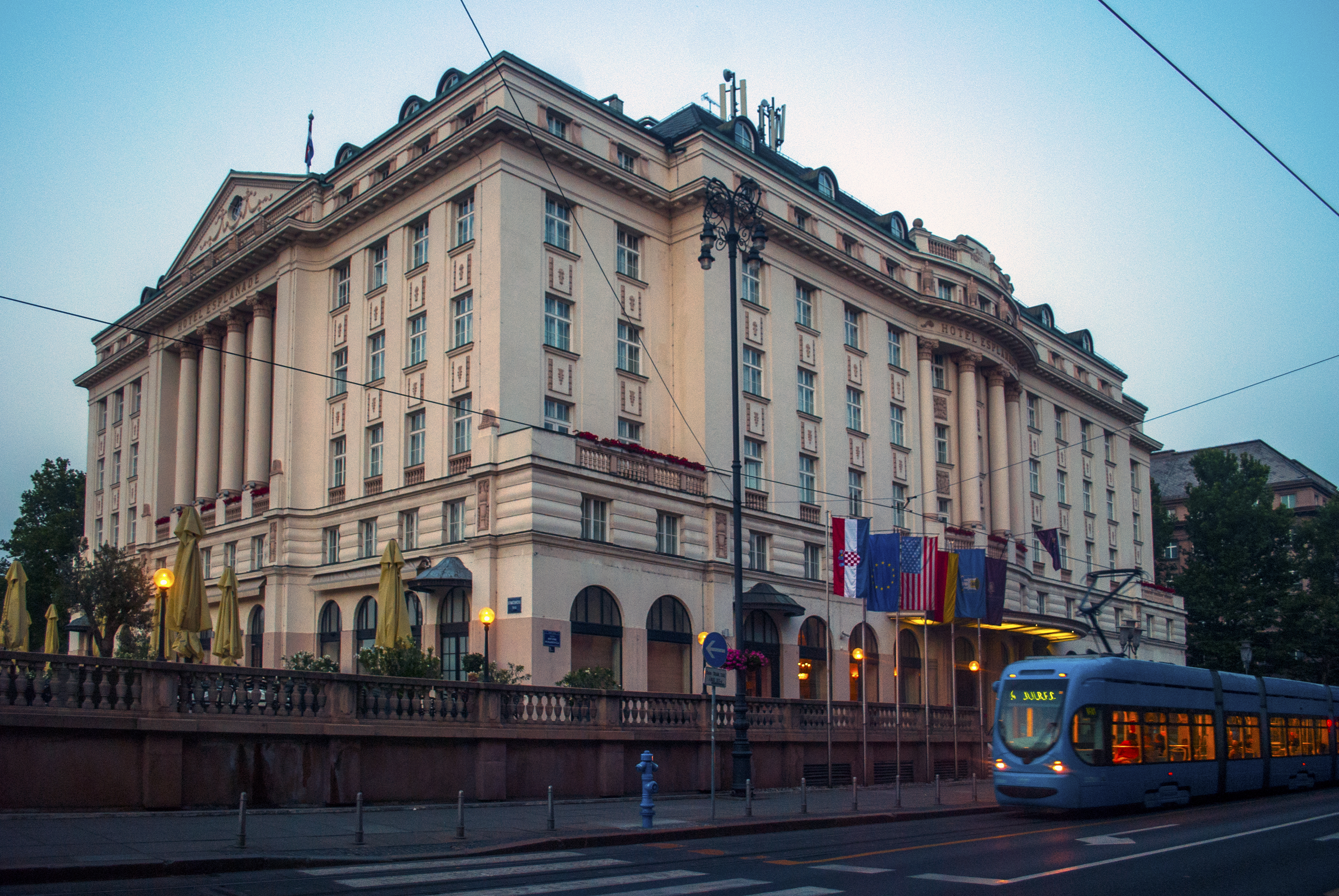
Hotel Esplanade

34% przedsiębiorstw w Chorwacji ma siedzibę w Zagrzebiu. Miasto zatrudnia 38,4% krajowej siły roboczej. W Zagrzebiu znajdują się siedziby najważniejszych podmiotów gospodarczych w kraju, takich jak Franck, Kraš, Croatia Airlines, Croatia osiguranje d.d., Croatia Records, HT, INA, Konzum, Ledo, Pliva, RIZ, Tisak, Vipnet itd. Przedsiębiorstwa w Zagrzebiu wytwarzają 52% obrotu, 60% dochodu, realizują 35% eksportu i 57% importu Chorwacji.
W mieście jest rozwinięta również turystyka. Zagrzeb posiada bogatą ofertę noclegową, od wielkich, czołowych hoteli znanych sieci do prywatnych pokojów. W mieście działają trzy hotele 5-gwiazdkowe (Westin, Sheraton, Regent Esplanade) i dziesięć 4-gwiazdkowych.

## Transport

### Transport dalekobieżny

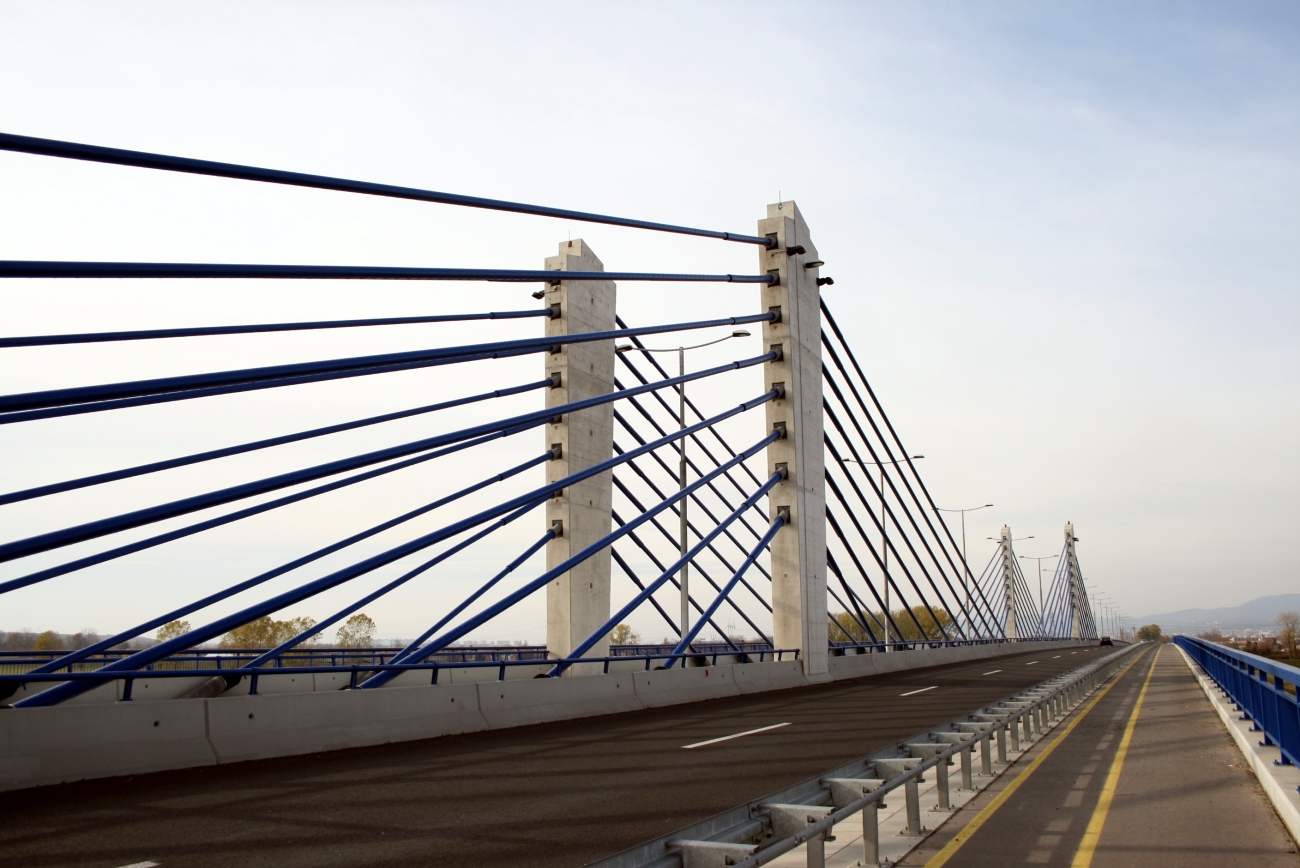
Domovinski most

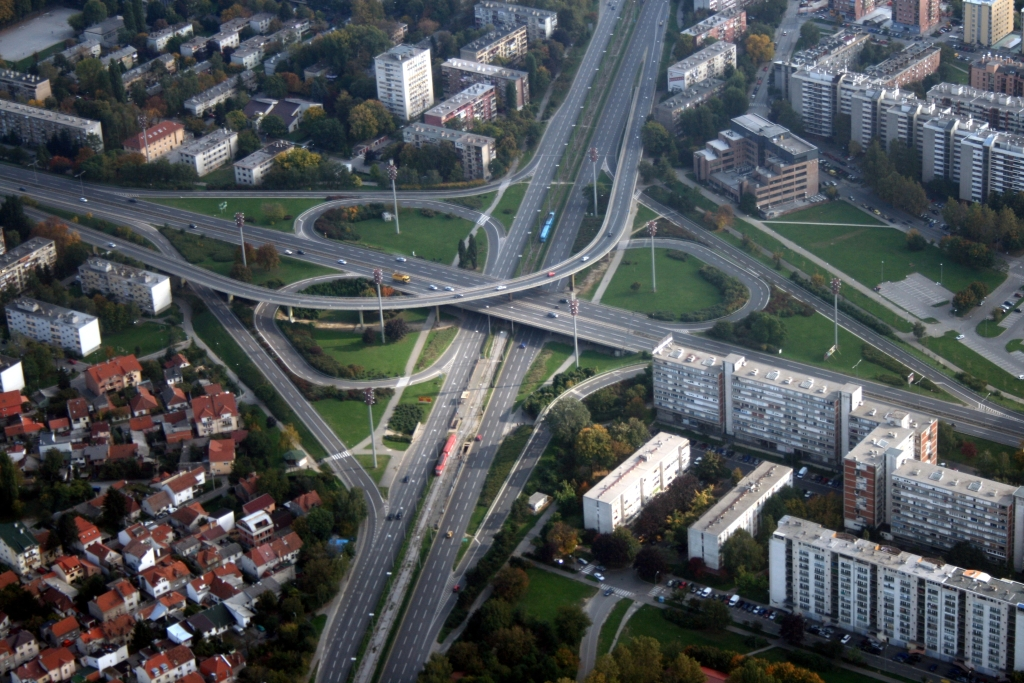
Węzeł na skrzyżowaniu alej Držicia i Slavonskej

6 autostrad prowadzących z różnych części kraju zbiega się w okolicach Zagrzebia. Najdłuższe z nich to autostrada A1, łącząca Zagrzeb z Zadarem i Splitem, a w przyszłości również z Dubrovnikiem, oraz A3, łącząca Zagrzeb z granicą Chorwacji ze Słowenią w Breganie (i dalej z Lublaną) i z Serbią w Lipovcu (i dalej z Belgradem). Ta ostatnia jest częścią X paneuropejskiego korytarza transportowego. Autostradą A1 możliwy jest dojazd z Zagrzebia do autostrady A6 prowadzącej do Rijeki, a tym samym do zachodniej części kraju.
Pozostałe autostrady wybiegające z Zagrzebia to A4 do granicy Węgier w Goričanie (i dalej do Budapesztu) i A2 do granicy Słowenii w Macelju (w przyszłości, po ukończeniu słoweńskiej autostrady A4, dalej do Mariboru, Grazu i Norymbergi). Gotowe są także pierwsze fragmenty autostrad A11 z Zagrzebia do Siska i A12 z Zagrzebia do granicy węgierskiej w Goli.
Zagrzeb jest również wielkim węzłem kolejowym. Przebiegają przezeń dwa z trzech najważniejszych kolejowych paneuropejskich korytarzy transportowych: V (odgałęzienie b) z Botova na granicy z Węgrami do Rijeki i X z Dobovy na granicy ze Słowenią do Tovarnika na granicy z Serbią. Ten ostatni jest najważniejszą trasą biegnącą przez Chorwację, ponieważ łączy Zachodnią i Środkową Europę z Bałkanami i Bliskim Wschodem. Oprócz nich z Zagrzebia biegną także trasy do Karlovca i Siska. Pociągi towarowe okrążają centrum miasta linią obwodową, na której leży wielka stacja towarowa Ranžirni kolodvor.
Port lotniczy Zagrzeb (Zračna luka Zagreb, IATA: ZAG, ICAO: LDZA) jest głównym międzynarodowym portem lotniczym w Chorwacji. Lotnisko, otwarte w 1959 roku, leży na południe od Zagrzebia, w miejscowości Pleso, w pobliżu miasta Velika Gorica, 10 km od centrum stolicy. Na lotnisku mieści się baza techniczna linii lotniczych Croatia Airlines. Zagrzebskie lotnisko obsłużyło w 2011 roku 2 319 098 pasażerów. Oprócz lotniska międzynarodowego Zagrzeb posiada również małe lotnisko sportowe Lučko (Zračno pristanište Lučko). Pełniło ono funkcję głównego lotniska miasta od 1947 do 1962 r. Największy ruch odnotowało w roku 1959, gdy cywilne lotnictwo przewiozło 167 000 pasażerów i 1500 ton towarów.

### Komunikacja miejska

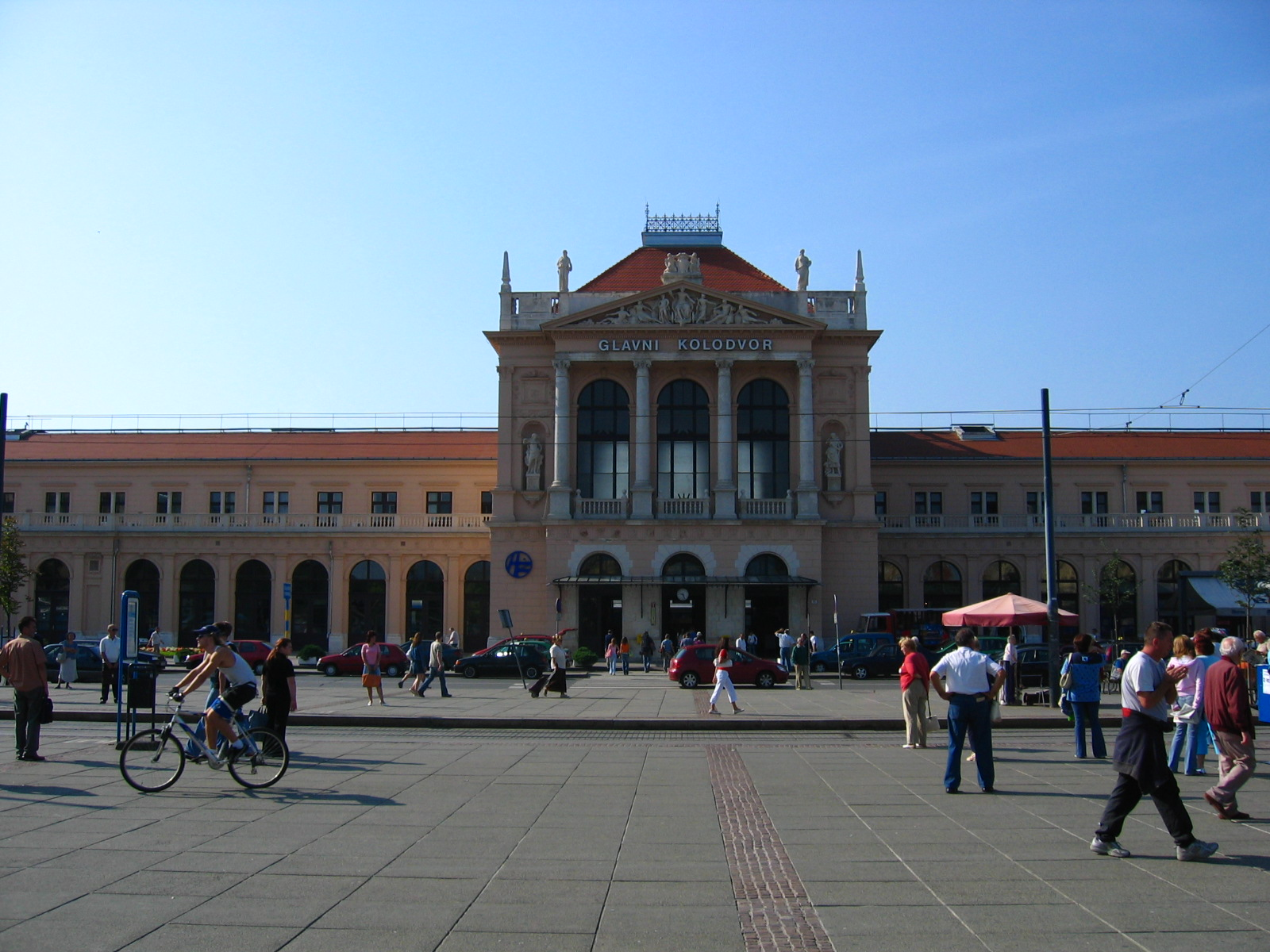
Budynek dworca głównego

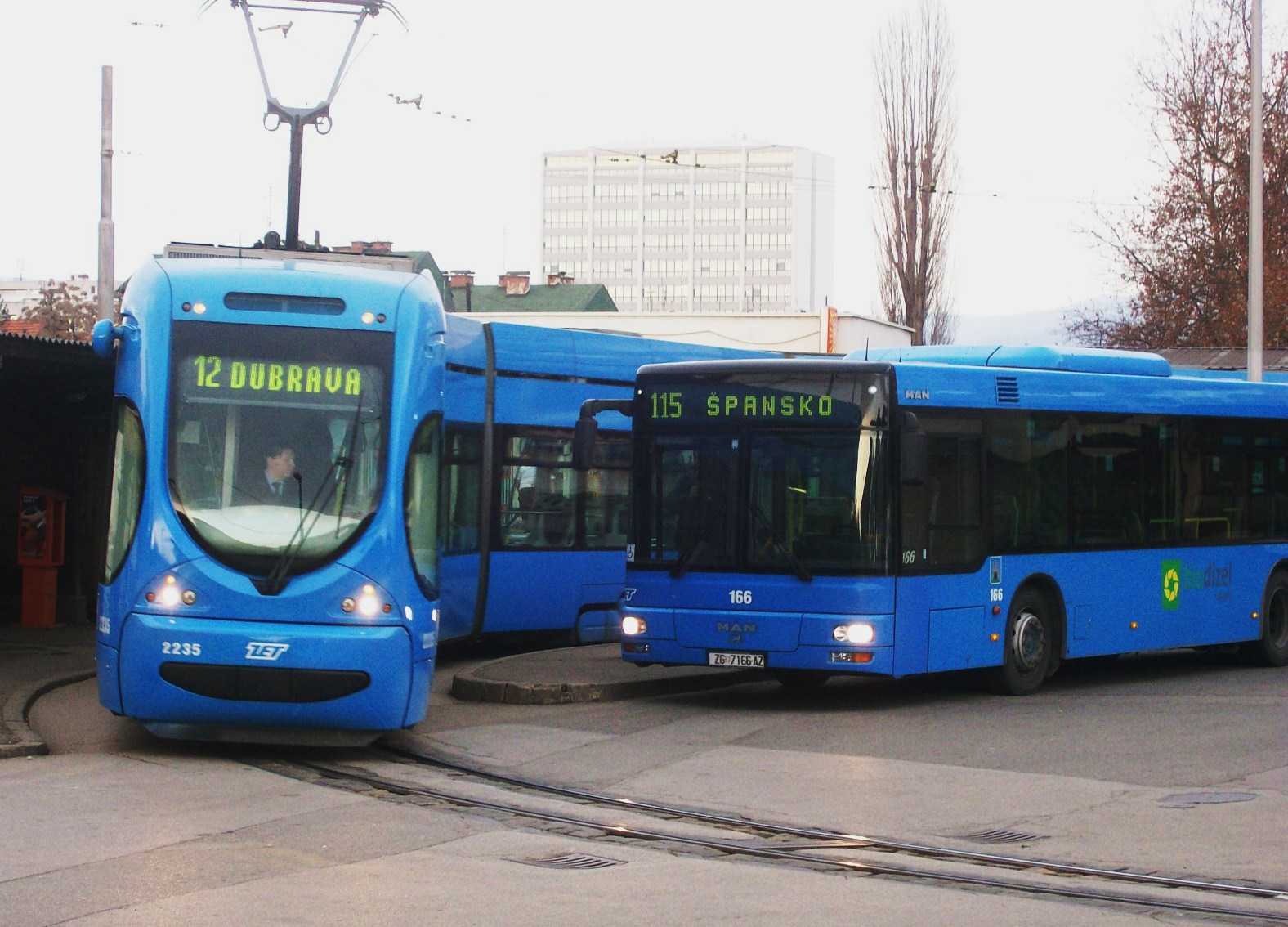
Miejski tramwaj i autobus w Zagrzebiu

Publiczną komunikację miejską w Zagrzebiu stanowią siatka linii tramwajowych i autobusowych, miejsko-podmiejskie pociągi i taksówki. Większość połączeń obsługuje Zagrebački električni tramvaj (ZET), który jest operatorem transportu tramwajowego i autobusowego, a także kolei linowo-terenowej Uspinjača i kolei linowej na Sljeme, która od awarii silnika w 30 czerwca 2007 r. jest nieczynna (ZET planuje wybudowanie nowej kolei). ZET jest oddziałem miejskiej spółki Zagrebački holding d.o.o.
Pierwszy tramwaj elektryczny uruchomiono w Zagrzebiu 18 sierpnia 1910 r. Dzisiejsza sieć tramwajowa ma łączną długość 116 km, a rozstaw szyn wynosi 1000 mm. Kursuje 15 dziennych i 4 nocne linie. Komunikacja autobusowa realizowana jest na 120 liniach, z czego 69 miejskich, a 51 podmiejskich.
Należąca do ZET Uspinjača łączy zagrzebskie Górne i Dolne Miasto (Gornji grad i Donji grad). Z trasą o długości zaledwie 66 m, jest znana jako najkrótsza kolej linowo-terenowa o charakterze środka transportu publicznego na świecie. Oficjalne uruchomienie miało miejsce 8 października 1890 r. Obecnie kolej jest chroniona jako pomnik kultury; jest także jedną z atrakcji turystycznych Zagrzebia.
Kolej linowa „Sljeme” została uruchomiona 27 lipca 1963 r. i służyła do przewozu wycieczkowiczów na najwyższy szczyt Medvednicy – Sljeme. Funkcjonowała do połowy 2007 r., kiedy zamknięto ją po awarii silnika elektrycznego, którego naprawę uznano za nieopłacalną. W toku są przygotowania do budowy nowej kolei linowej.

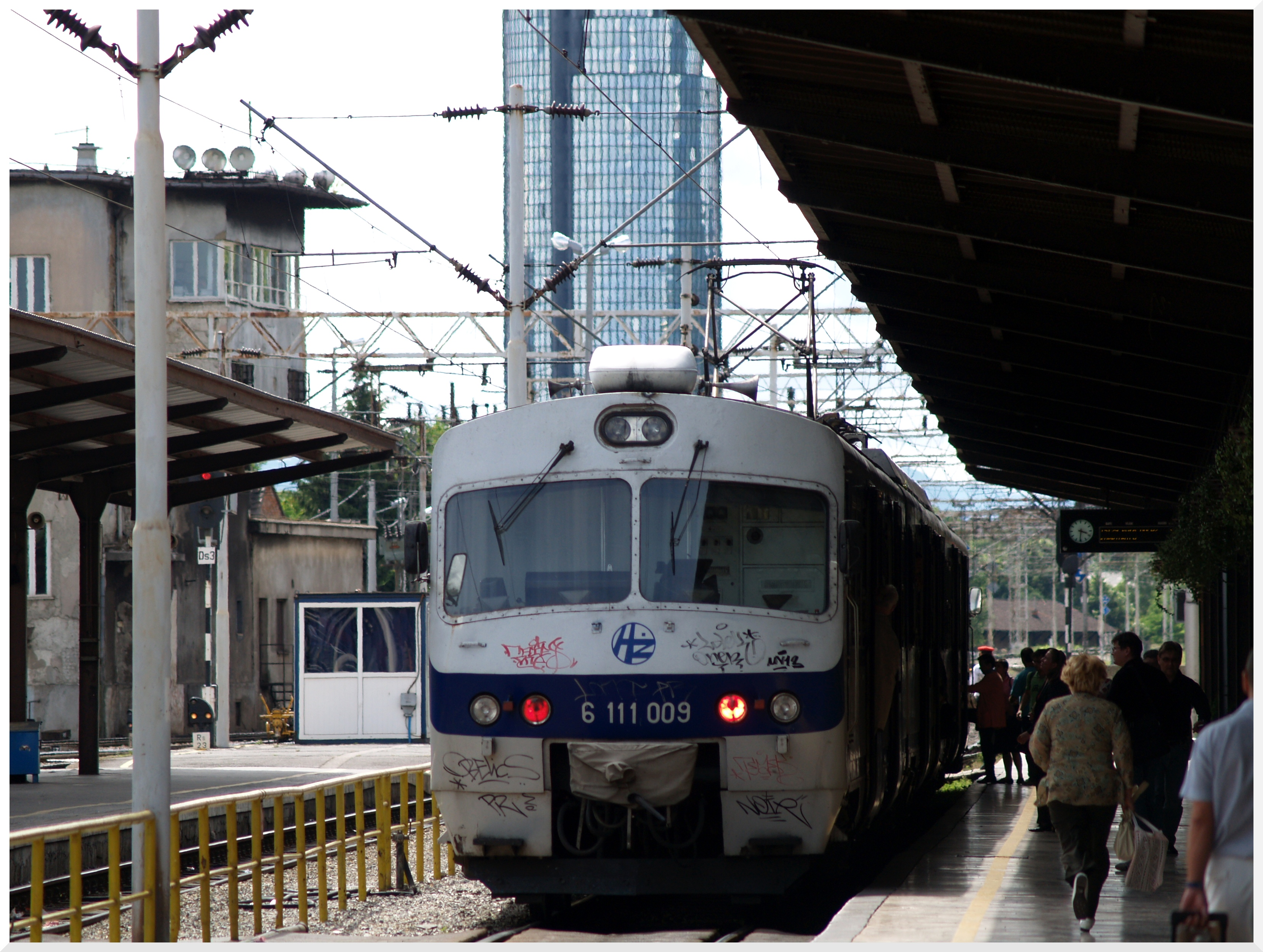
Pociąg podmiejski

Współcześnie po Zagrzebiu kursuje ok. 1150 taksówek, a przewóz jest dostępny 24 h na dobę. Pierwsze taksówki w Zagrzebiu pojawiły się na placu bana Josipa Jelačicia 11 czerwca 1901 r.

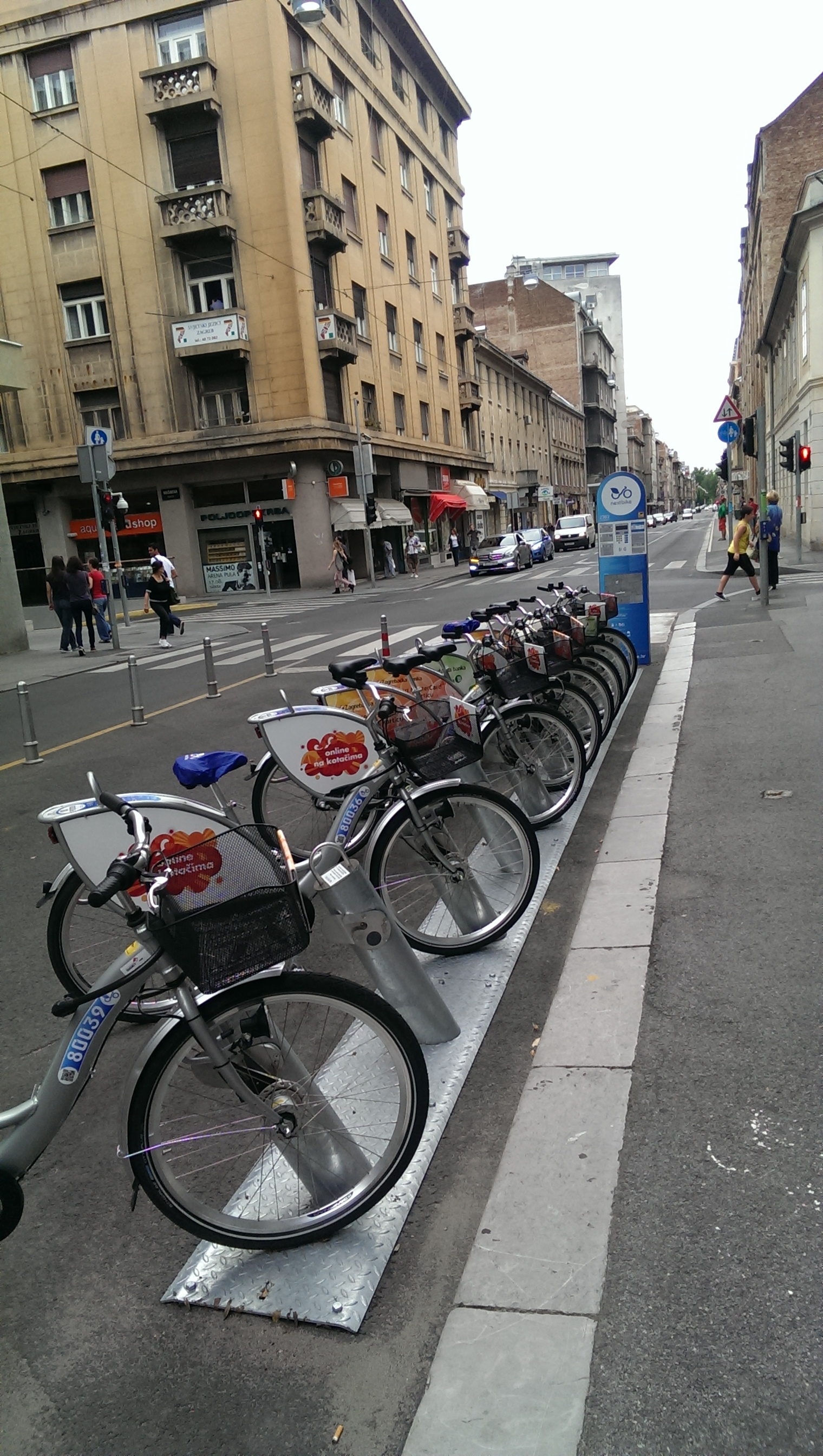
Wypożyczalnia rowerów miejskich

W mieście rozwinięty jest miejski i podmiejski kolejowy transport pasażerski: w dni robocze korzysta z niego średnio ok. 70 000 pasażerów. Główną linią podmiejską jest trasa Savski Marof – Dworzec Główny – Dugo Selo, wprowadzona w 1992 r. i obsługiwana przez Hrvatske željeznice. Oprócz tej linii pociągi podmiejskie kursują również po trasach z Zagrzebia do Velikiej Goricy i Jastrebarska, a razem z pociągami lokalnymi także do Zaboka, Novskiej, Karlovca i Koprivnicy. Miejska strefa biletowa obowiązywała w 2009 r. na 58 km zelektryfikowanych tras do osiedla Podsused i do miejscowości Sesvetski Kraljevec, Odra i Mavračići. Łączna długość tras w strefie miejskiej wynosiła 58 km, obsługiwanych było 17 stacji, a na pociągi podmiejskie i komunikację miejską w Zagrzebiu obowiązywał wspólny bilet.
14 maja 2013 r., na wzór wielkich europejskich metropolii, w Zagrzebiu uruchomiono system miejskiego roweru publicznego. Zagrzebianie mają do dyspozycji łącznie 50 rowerów w sześciu lokalizacjach w centrum miasta. Pierwsza godzina jazdy jest bezpłatna, a każda następna kosztuje osiem kun. Operatorem systemu jest firma Nextbike Chorwacja.

## Architektura i atrakcje turystyczne
Ze względu na swoją historię i znaczenie Zagrzeb jest bogaty w zabytki i wybitną architekturę. W śródmieściu historyczne dzielnice Gornji Grad i Kaptol oraz Donji Grad wyróżniają się wyjątkową różnorodnością architektury od baroku po budownictwo współczesne. Od północy centrum jest otoczone dzielnicami willowymi, natomiast od południa – dawnymi dzielnicami robotniczymi, które przechodzą intensywną rewitalizację. Z architektonicznego i urbanistycznego punktu widzenia Zagrzeb jest typowym miastem środkowoeuropejskim.

### Gornji Grad

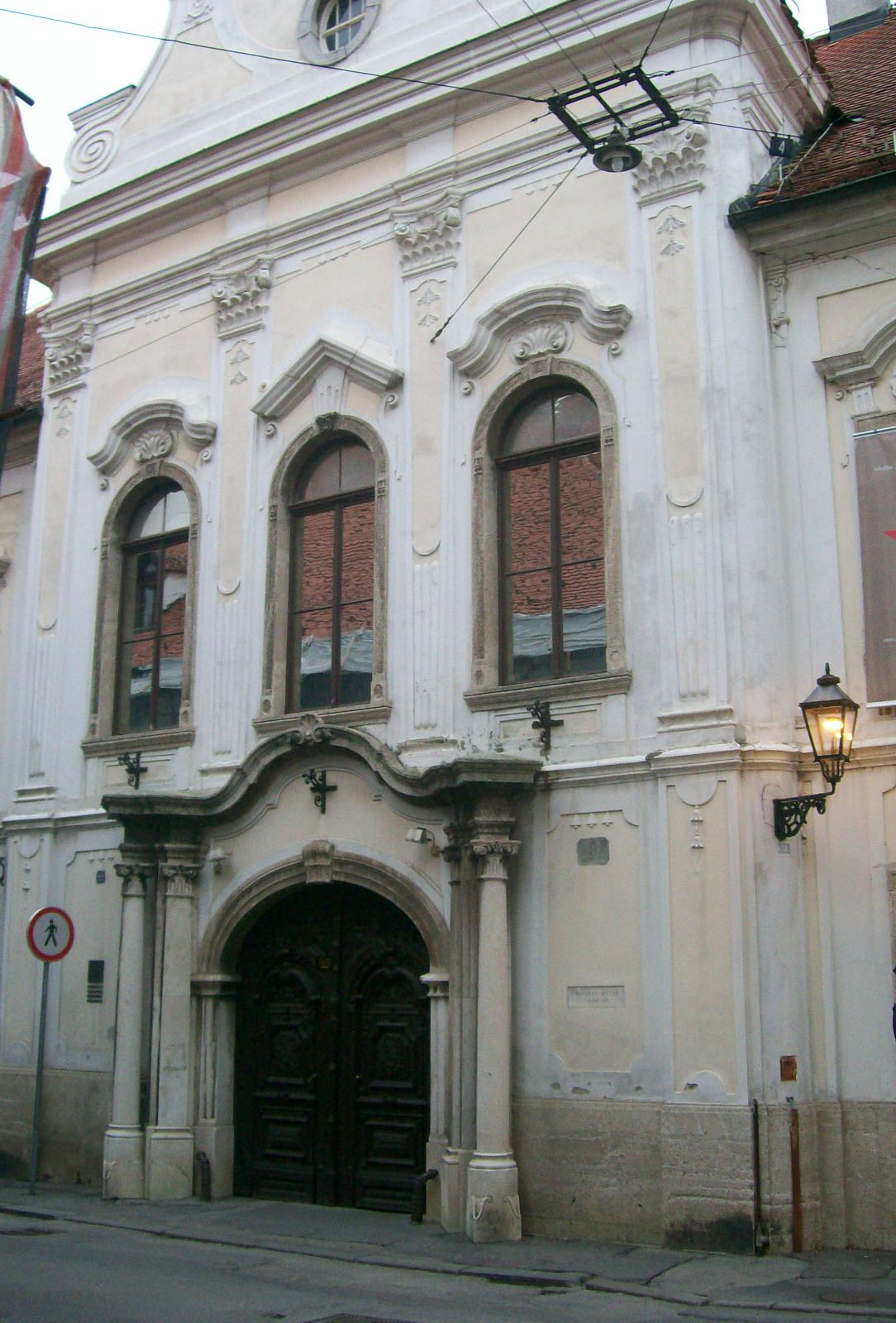
Pałac Vojkoviciów (z 1764 r.), dziś Muzeum Historyczne Chorwacji

Gornji Grad („Górne Miasto”) lub Gradec to historyczne jądro Zagrzebia. Założony w średniowieczu, aż do XIX wieku stanowił, razem z Kaptolem, centralną strefę Zagrzebia. Głównym placem Górnego Miasta jest plac św. Marka (chorw. Trg svetog Marka), niegdyś pełniący funkcję handlową, dziś polityczne centrum Chorwacji z budynkami chorwackiego Zgromadzenia, Rządu i Rady Miasta Zagrzebia. Na Górnym Mieście znajduje się szereg muzeów i galerii.

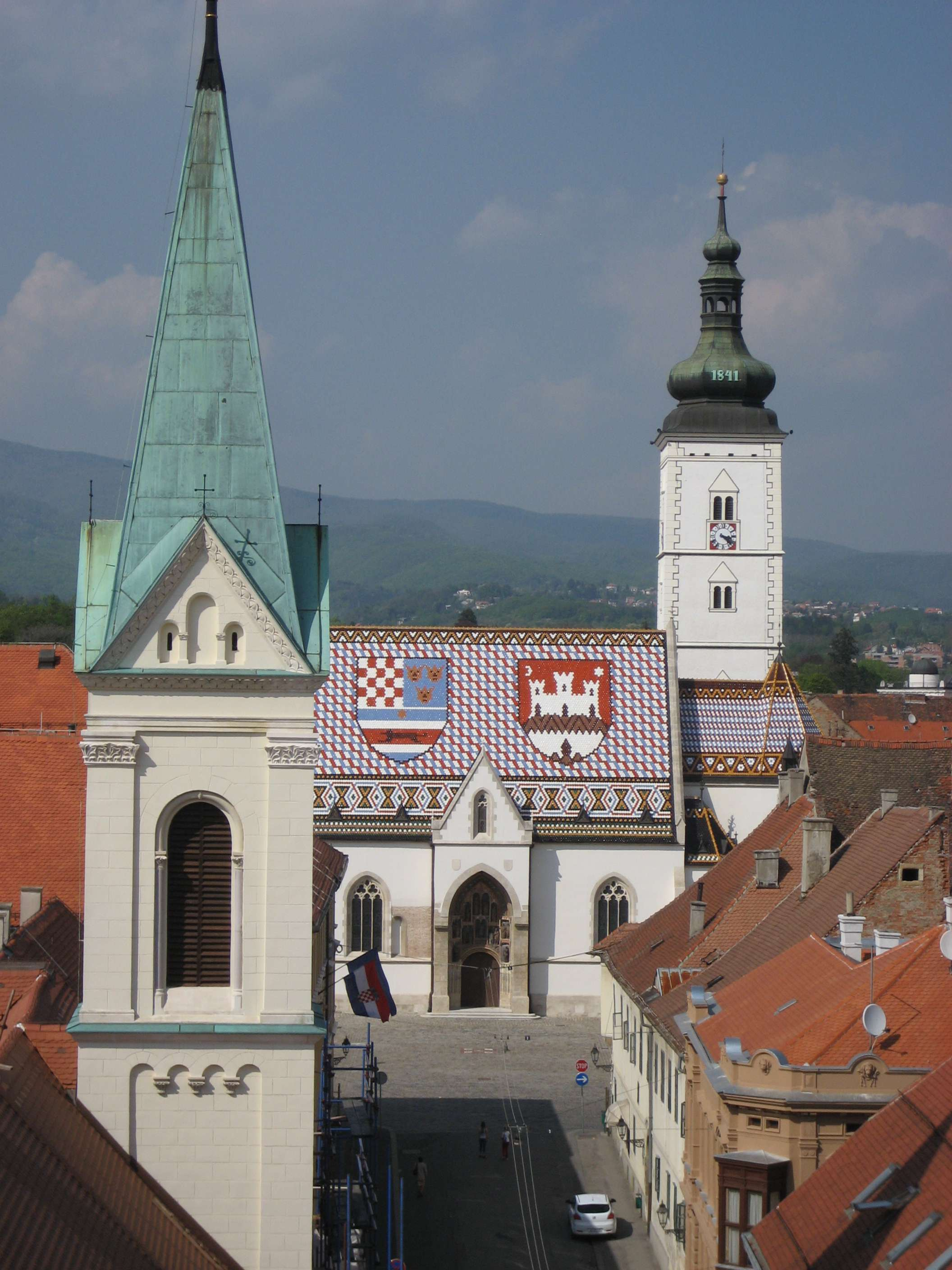
Kościół św. Marka

Plac św. Marka jest zdominowany przez Kościół św. Marka (crkva svetog Marka), pierwotnie była to gotycka budowla z XIV wieku, następnie przebudowana w stylu neogotyckim. Ze średniowiecznej świątyni zachował się monumentalny południowy portal z rzeźbami dwunastu apostołów. Portal powstał pod wpływem głośnej pracowni rzeźbiarskiej Petera Parlera z Pragi i stanowi najważniejszy przykład gotyckiej rzeźby w kontynentalnej Chorwacji. Dach kościoła z historycznymi herbami Chorwacji i Zagrzebia pochodzi z XIX wieku z wielkiej odbudowy pod kierunkiem architektów Hermanna Bollé i Friedricha von Schmidta. Dzwonnica kościoła pochodzi z epoki baroku, a wypisany na niej rok 1841 oznacza jedną z większych przebudów świątyni.
Innym znanym kościołem Górnego Miasta jest barokowy kościół św. Katarzyny (crkva sv. Katarine) (1620-32), który jest uważany za pierwszą barokową budowlę kontynentalnej Chorwacji. Jest to kościół halowy z bocznymi kaplicami, we wnętrzu bogato zdobiony stiukami Antonija Quadrija (1732), a w sanktuarium znajduje się iluzjonistyczny barokowy ołtarz ze sceną „Święta Katarzyna i filozofowie aleksandryjscy”, dzieło słoweńskiego malarza Krištofa Andreja Jelovšeka. Czarne ołtarze boczne pochodzą z XVII wieku, oprócz ołtarza św. Ignacego z XVIII wieku, który jest dziełem włoskiego rzeźbiarza Francesco Robby.

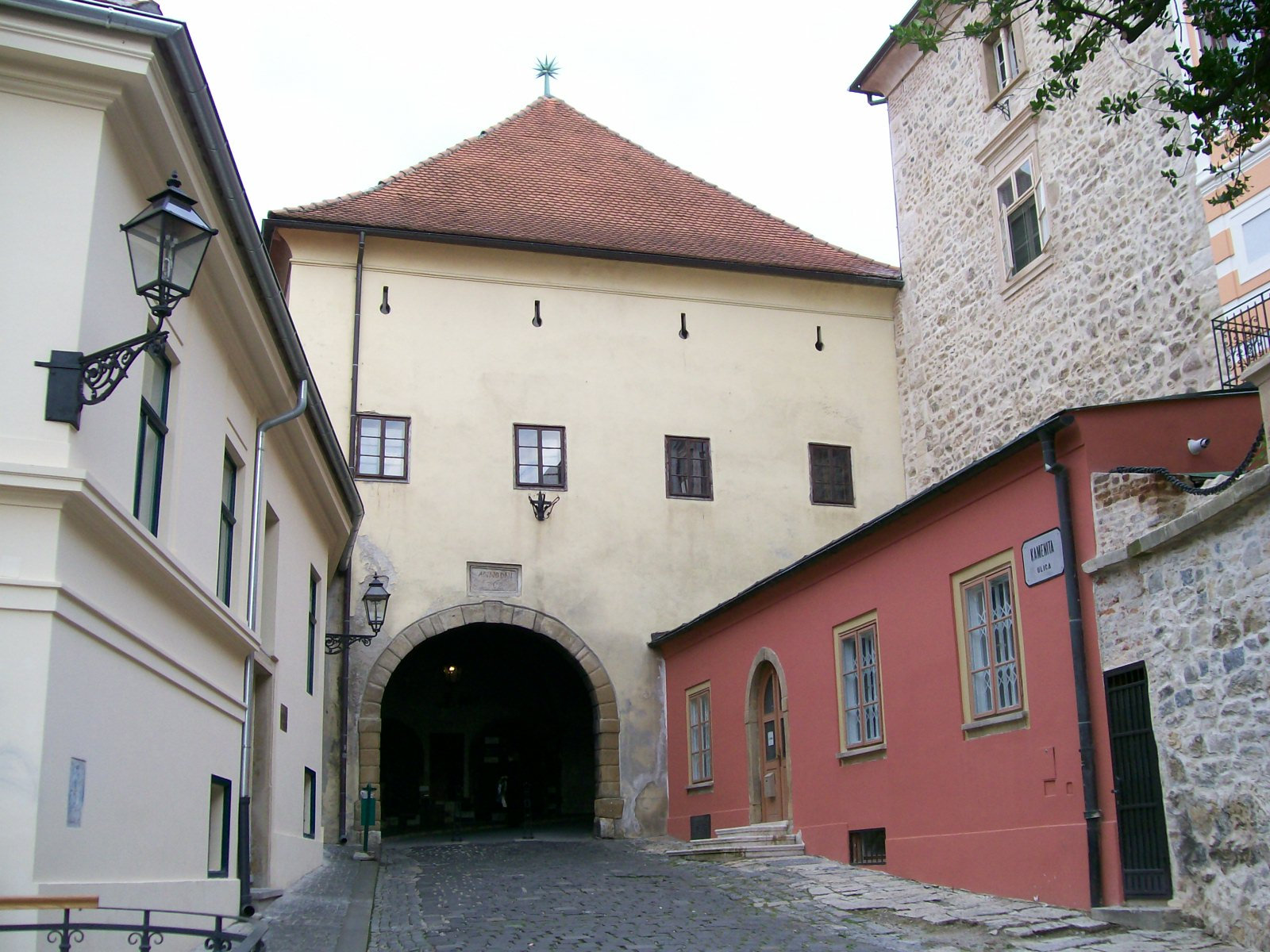
Kamienna Brama

Przy kościele św. Katarzyny znajdują się plac Jezuicki (Jezuitski trg), gdzie dorocznie odbywa się Międzynarodowy Festiwal Folklorystyczny, oraz kompleks dawnego klasztoru jezuickiego z XVII wieku. Dziś budynek ten jest siedzibą galerii Klovićevi Dvori, gdzie mają miejsce czołowe wystawy sztuki. Spośród dawnych klasztorów na Górnym Mieście mieścił się również klasztor św. Klary z ozdobnymi fasadami. Namalowane, „fałszywe” okna są prawdopodobnie związane z zamkniętą funkcją tego żeńskiego klasztoru. Dziś w tym budynku mieści się Muzeum Miasta Zagrzebia, jedno z najbogatszych muzeów Chorwacji.
Na Górnym Mieście znajduje się również szereg barokowych domów i pałaców. Najważniejszym z nich jest pałac Vojkoviciów (palača Vojković) w stylu baroku Marii Teresy z bardzo reprezentacyjną fasadą z motywami muszli. Dziś mieści się w nim Muzeum Historyczne Chorwacji. Spośród innych pałaców wyróżniają się Pałac Bana (Banski dvori) i położony obok nich pałac Rauchów (palača Rauch); oba obiekty połączone stanowią dziś siedzibę Rządu Republiki Chorwacji.
Górne Miasto dawniej było otoczone murami z wieżami, w których istniało kilka bram miejskich. Do dziś zachowała się jedynie wschodnia, tzw. Kamienna Brama (Kamenita vrata) z XIII wieku. W północnej części Górnego Miasta znajduje się Księżowska Wieża (Popov toranj), w której mieści się obserwatorium astronomiczne. W budynku znajduje się legendarna zagrzebska gospoda Palajnovka.
Wieża Lotrščak (kula Lotrščak) z XIII wieku jest znanym punktem widokowym, z którego rozpościera się widok na Donji grad („Dolne Miasto”). U stóp wieży biegną deptak Strossmayera (Strossmayerovo šetalište) i funikular łączący Górne i Dolne Miasto.

### Kaptol i Dolac

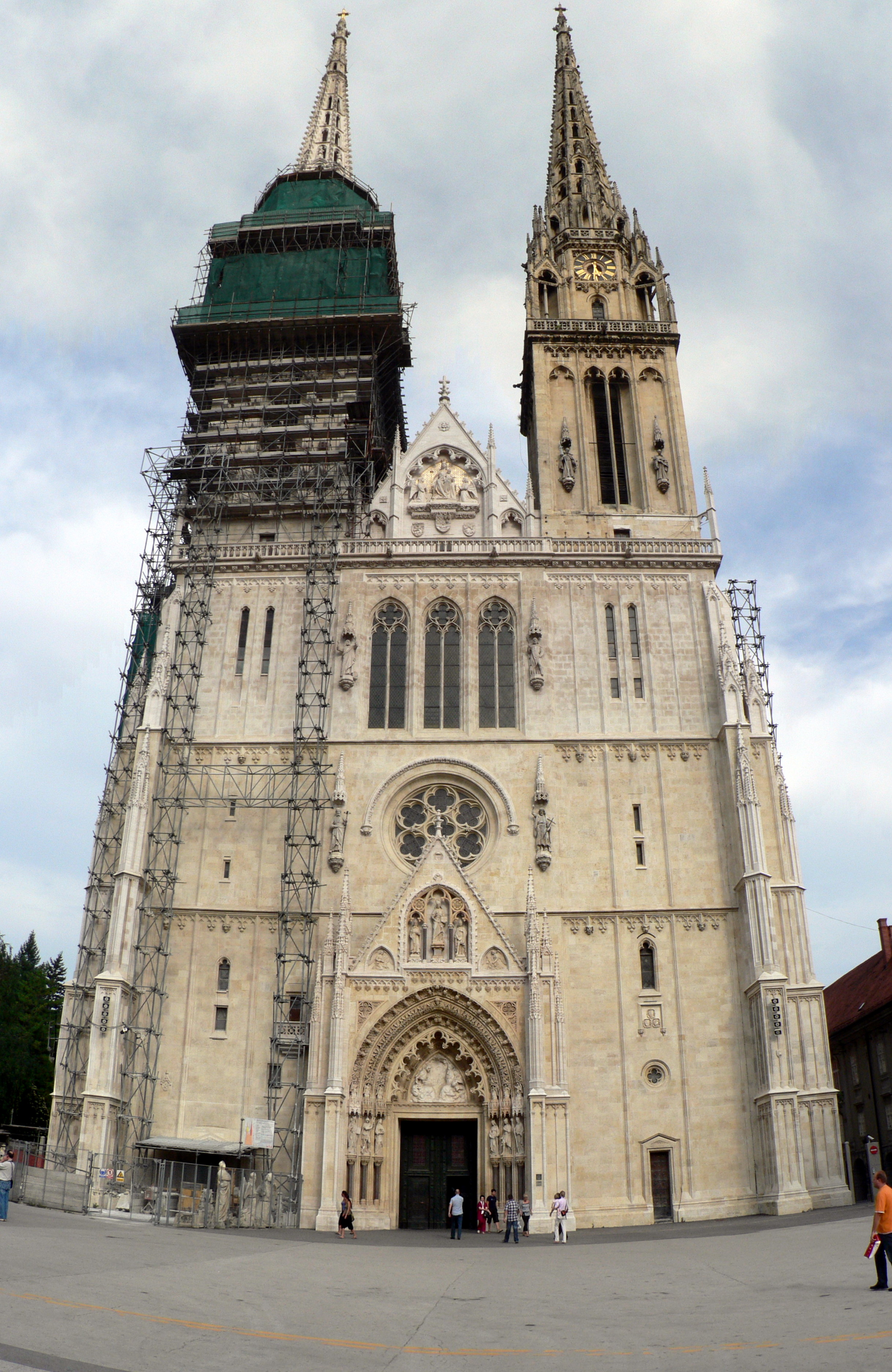
Zagrzebska katedra

Kaptol jest historyczną osadą w Zagrzebiu powstałą wokół zagrzebskiej katedry. Dziś skupia siedziby instytucji kościelnych: archidiecezji zagrzebskiej, kapituły zagrzebskiej i Archidiecezjalnego Seminarium Teologicznego.

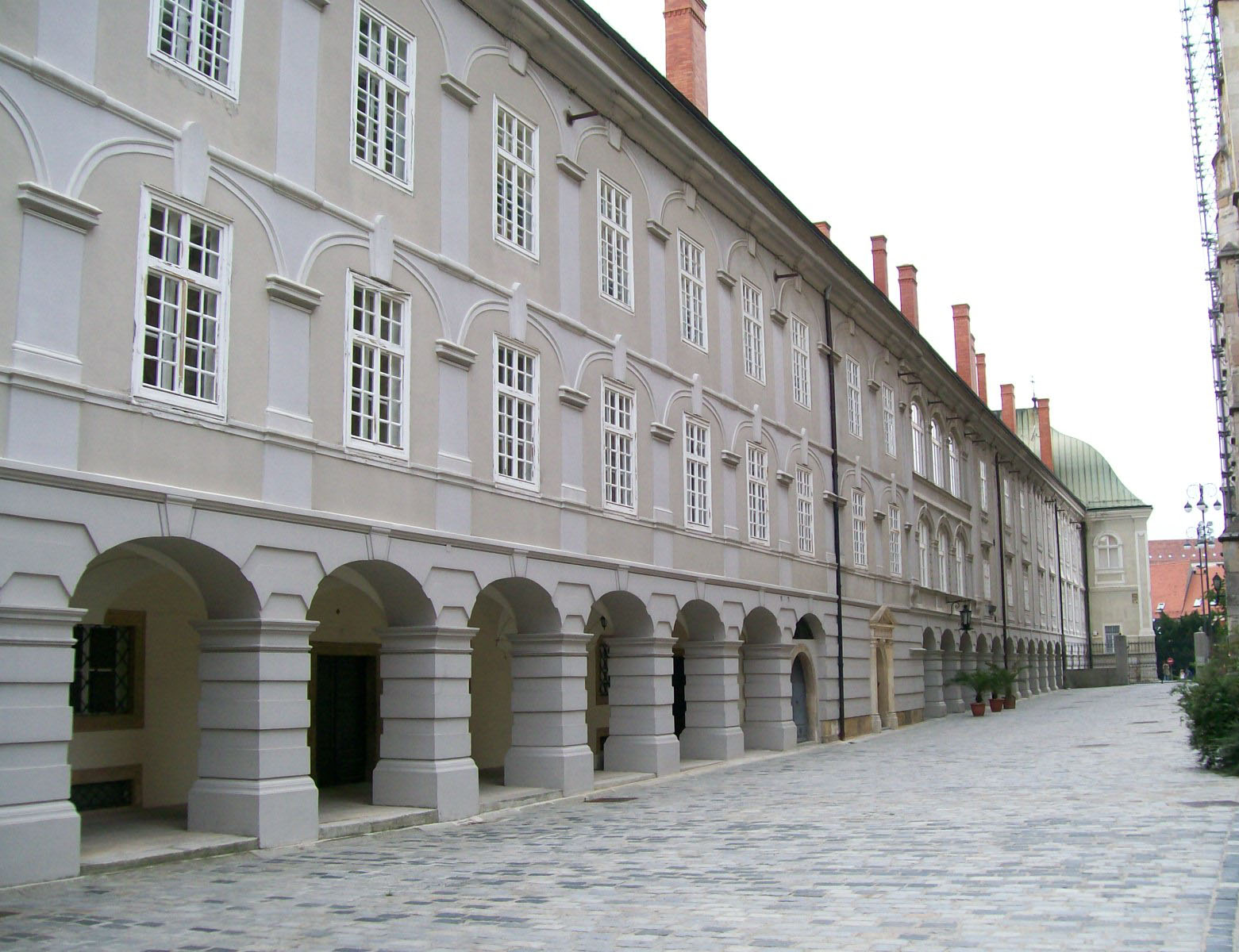
Barokowy dwór archidiecezjalny z XVIII w.

Katedra Wniebowzięcia Najświętszej Maryi Panny dominuje nie tylko nad Kaptolem, ale nad całym miastem. Jest najwyższą budowlą sakralną w Chorwacji. Pierwotnie średniowieczna, świątynia otrzymała swój neogotycki wygląd podczas odbudowy w latach 1880–1902, pod kierunkiem architektów Hermanna Bollé i Friedricha von Schmidta, po trzęsieniu ziemi. Z okresu średniowiecznego zachowała się kaplica św. Stefana (dziś w pałacu biskupim) z gotyckimi freskami. W zakrystii katedry znajduje się obraz Golgota Albrechta Dürera. Katedra szczyci się również bogatym skarbcem, w którym jest przechowywana peleryna króla Ladislava z XI wieku. Katedrę okalają renesansowe mury obronne z okrągłymi wieżami, obok których w epoce barokowej wzniesiono pałac arcybiskupi. Na północny wschód od świątyni położony jest park Ribnjak, założony w XIX wieku.
Wzdłuż placu i ulicy Kaptol mieści się szereg barokowych kurii kanonickich, a także klasztor franciszkański z kościołem. Oprócz kościoła, w klasztorze znajduje się kaplica św. Franciszka (dokończona w 1683 r.), bogato zdobiona barokowymi stiukami i malowidłami ściennymi z opisem żywota św. Franciszka. Na Kaptolu znajduje się także kościół św. Jana Chrzciciela, również z malowidłami ściennymi.
Pomiędzy Górnym Miastem a Kaptolem znajduje się obszar zwany Dolac z Targiem Dolac, najbardziej znanym zagrzebskim targiem pod gołym niebem. Obok niego wznosi się barokowy kościół św. Marii. Na zachód od kościoła przebiega ulica Tkalčićeva, powstała w miejscu potoku Medveščak, oddzielającego niegdyś od siebie Gradec i Kaptol. W pierwszej połowie XX wieku potok przykryto, a ulica, ze swoimi kawiarniami, restauracjami i sklepami, jest dziś centrum nocnego życia Zagrzebia.

### Donji Grad

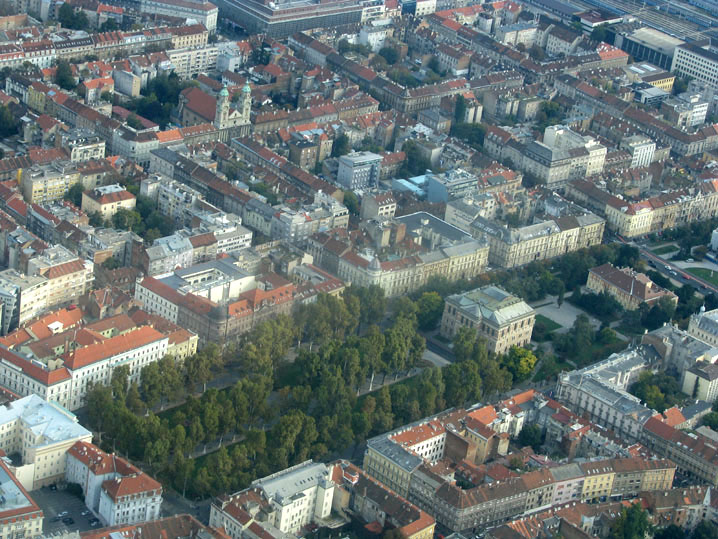
Zrinjevac z lotu ptaka

Donji Grad („Dolne Miasto”) jest miejskim centrum współczesnego Zagrzebia, wzniesionym w XIX i pierwszej połowie XX wieku, z których i dziś pochodzi większość jego architektury. Głównym i największym placem Dolnego Miasta jest plac bana Josipa Jelačicia (Trg bana Josipa Jelačića), niegdyś targ, dziś miejsce spotkań, ważny punkt turystyczny i główna część strefy pieszej Zagrzebia. Na placu znajduje się znany pomnik Josipa Jelačicia, dzieło austriackiego rzeźbiarza Antona Dominika Fernkorna. Pierwotnie posąg ustawiony był przodem w kierunku północnym, aby miecz bana symbolicznie wskazywał Węgry, gdyż w swoim czasie ban silnie opierał się węgierskiej władzy. W okresie komunizmu pomnik został usunięty, a w 1990 r. przywrócony. We wschodniej części placu znajduje się fontanna Manduševac, z którą jest związana znana legenda o powstaniu Zagrzebia. Z ważniejszych budynków na placu należy wspomnieć o pałacu Kolmar (palača Kolmar), dziś siedzibie Stowarzyszenia Chorwackich Księgarzy (Društvo hrvatskih književnika) z dwoma wieżyczkami, domu Rado (kuća Rado), wzniesionym w 1904-1905 według projektu Vjekoslava Bastla secesyjna budowla z kamiennymi smokami na dachu, a także domu Popovicia (kuća Popović), z lat 1906–1907, projekt Aladara Baranyaiego, z płaskorzeźbami Ivana Meštrovicia.

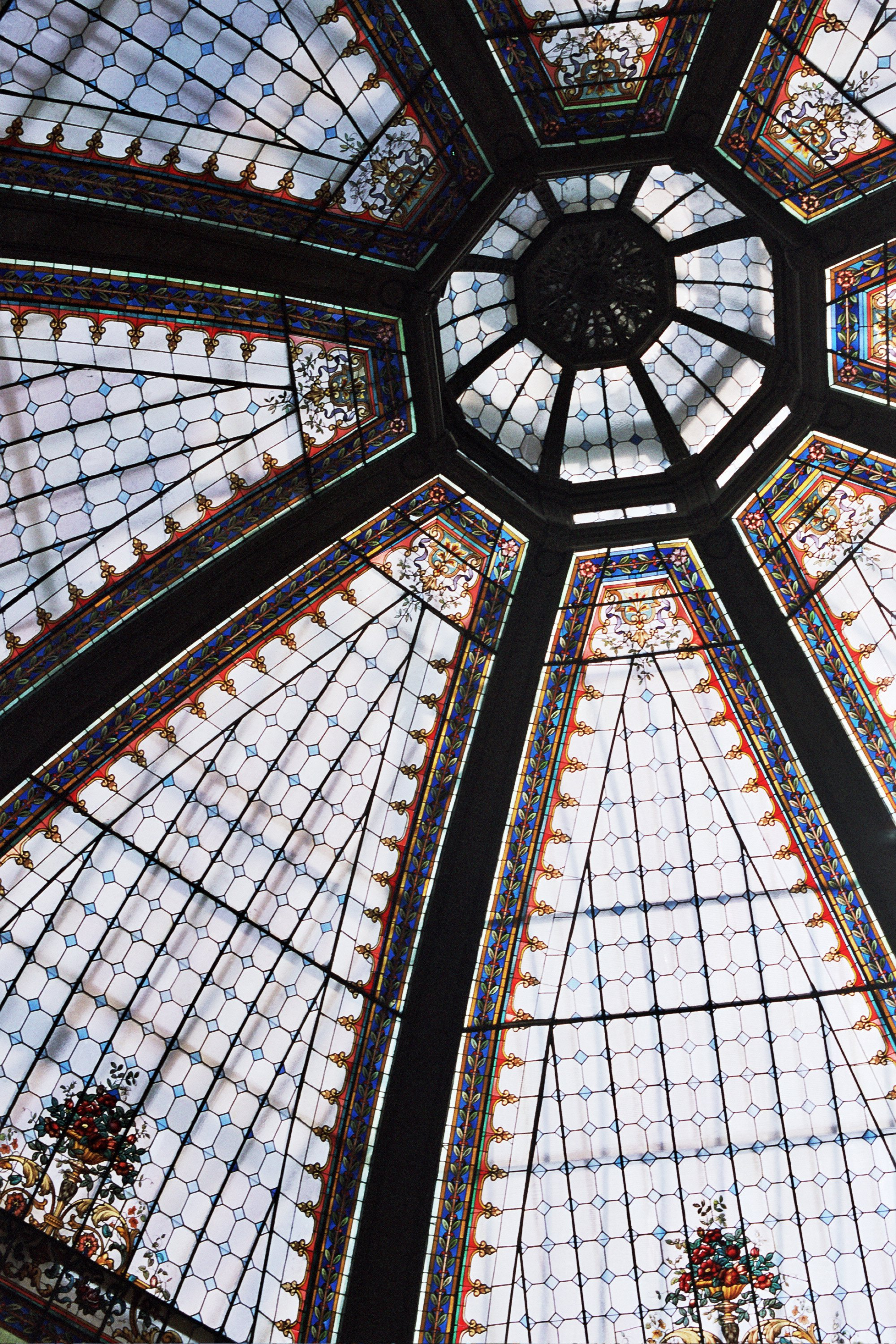
Oktogon – kopuła z witrażami

Na zachód od placu odchodzi Ilica, najbardziej znana zagrzebska ulica handlowa. Centrum Zagrzebia posiada dużą strefę pieszą, w skład której, oprócz placu bana Jelačicia i części Ilicy, wchodzą także liczne sąsiednie ulice pełne sklepów i targów. Niektóre z tych ulic, jak np. Bogovićeva, znane są z ogródków kawiarnianych. Na ulicy Bogovicievej znajduje się sławna rzeźba Ivana Kožaricia pt. Prizemljeno sunce („Słońce sprowadzone na Ziemię”), która stała się częścią popularnej instalacji pod nazwą Zagrzebski Układ Słoneczny (Zagrebački Sunčev sustav). Na południe od Ilicy mieści się Plac Kwiatowy (Cvjetni trg), kameralny plac miejski francuskiego typu, który swą nazwę zawdzięcza stanowiskom kwiaciarzy. Na placu znajduje się pomnik poety Petra Preradovicia, a w pobliżu placu – pasaż Oktogon, w budynku dawnej Pierwszej Chorwackiej Kasy Oszczędnościowej (Prva hrvatska štedionica). Budynek ten został wzniesiony w latach 1898–1900 według projektu Josipa Vancaša, a na środku biegnącego przezeń krytego pasażu znajduje się ośmiokątna centralna sala nakryta szklaną kopułą z witrażami.

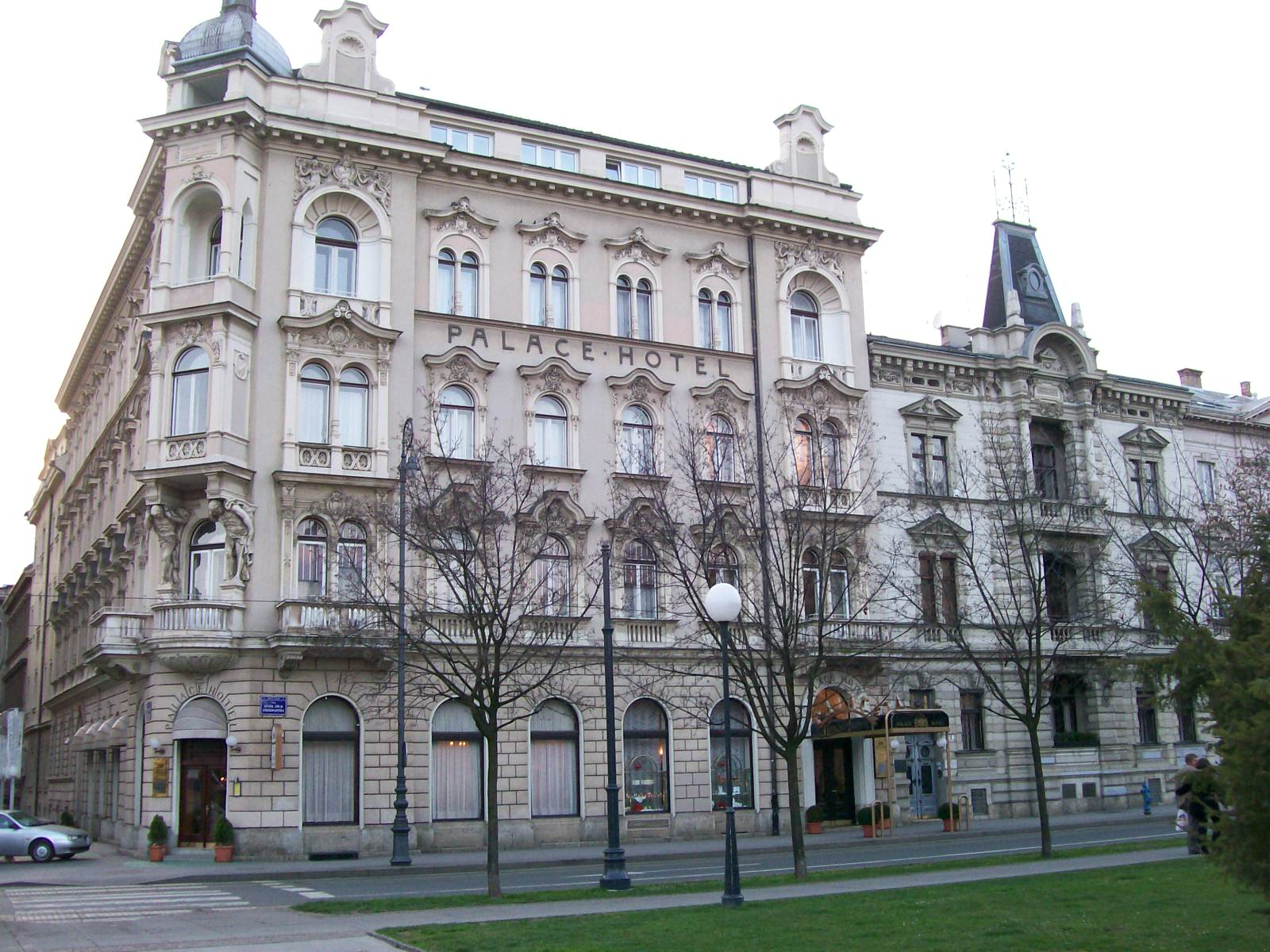
Hotel Palace na placu Strossmayera

Dolne Miasto jest znane ze swojego układu urbanistycznego, który charakteryzuje się prostokątnymi blokami budynków i siatką ulic przecinających się głównie pod kątem prostym. Wśród nich przebiega zielony pas miejskich placów-ogrodów, w kształcie kanciastej litery „U”, zwany zieloną podkową (Zelena potkova) lub podkową Lenuzziego (Lenuzzijeva potkova). Utworzony według pomysłu urbanisty Milana Lenuzziego w drugiej połowie XIX wieku, stanowi największą i najważniejszą realizację architektoniczno-parkową chorwackiej urbanistyki. Parki są w większości kombinacją ogrodów francuskich z rabatami kwiatowymi i angielskich parków leśnych, a wśród nich rozmieszczono wielkie publiczne i prywatne budynki. Najstarszym z parków jest Zrinjevac ze stuletnimi platanami i pawilonem muzycznym pośrodku. Leży tu budynek Chorwackiej Akademii Nauki i Sztuki w stylu neorenesansowym (z 1884 r., według projektu Friedricha von Schmidta), w którym mieści się Galeria Starych Mistrzów Strossmayera (Strossmayerova galerija starih majstora). Po wschodniej stronie placu stoją budynki Ministerstwa Spraw Zagranicznych i Sąd Okręgowy, zaś od strony północnej mieści się Sąd Najwyższy Republiki Chorwacji. Zachodnią flankę tworzą reprezentacyjne budynki pałacu Vranyczany’ich-Hafnerów (palača Vranyczany-Hafner), siedziba Muzeum Archeologicznego, oraz pałac Medakoviciów (palača Medaković) ze znaną kawiarnią Lenuci i zdobionymi arabeskami sufitami na piętrze.

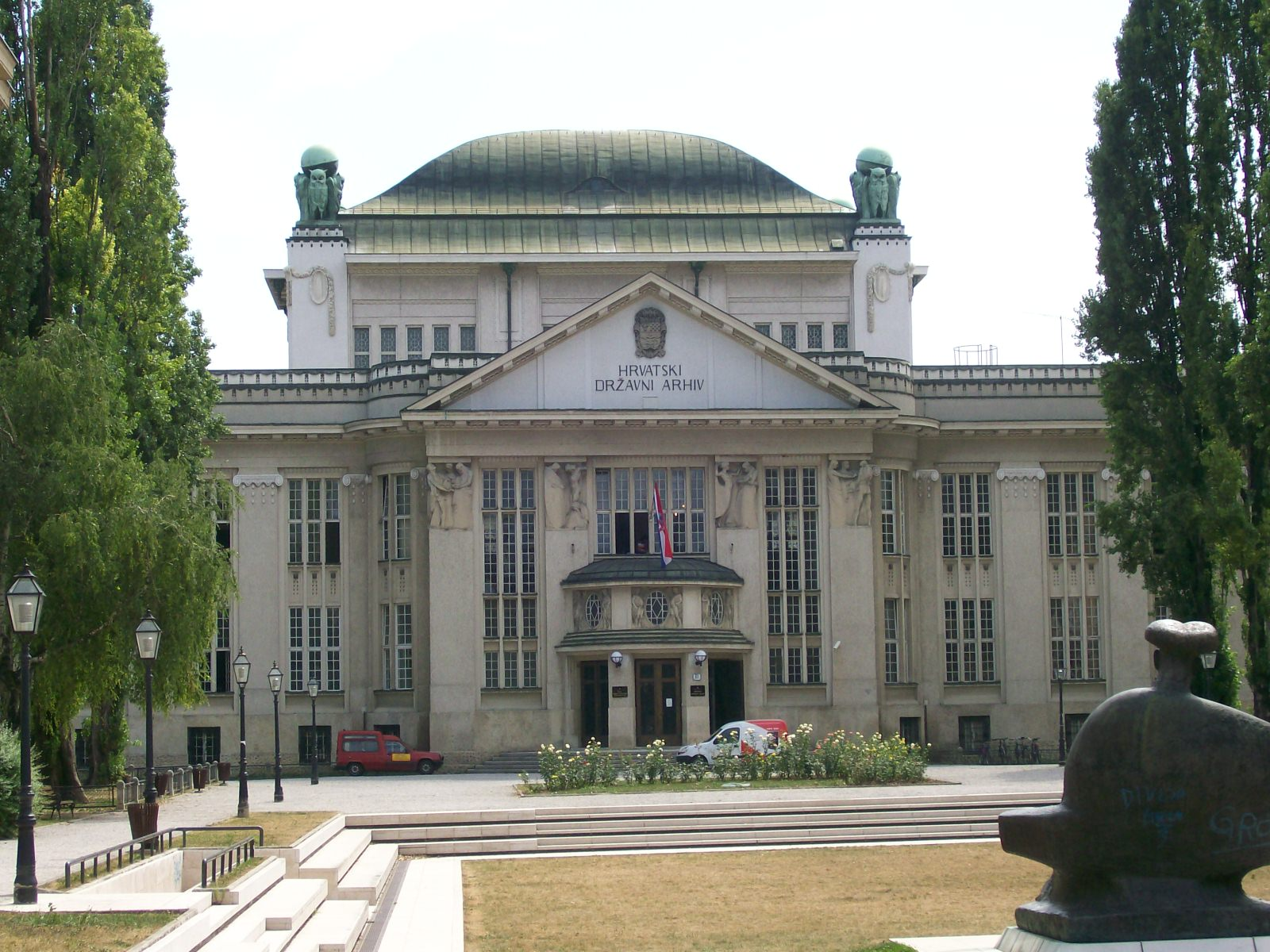
Chorwackie Archiwum Narodowe

Na pobliskim placu Strossmayera (Strossmayerov trg) wznoszą się luksusowe budynki z bogatymi fasadami, takie jak pałac Vranyczany’ich (palača Vranyczany) z 1882-1883 r., zaprojektowany przez Otto Hofera, gdzie mieści się Galeria Nowoczesna (Moderna Galerija). Znajdują się tu także pałac Priesterów (palača Priester), dziś Wydział Nauk Historycznych Chorwackiej Akademii Nauki i Sztuki, oraz Hotel Palace; oba budynki pochodzą z końca XIX wieku i są dziełami zagrzebskich architektów Leo Hönigsberga i Julija Deutscha, znanych z budowli w stylu neobarokowym. Przy placu Strossmayera mieści się także dom Milana Lenuzziego, twórcy zielonej podkowy.
Plac króla Tomisława (Trg kralja Tomislava) składa się z trawników i rabat kwiatowych z fontanną i pomnikiem króla Tomisława. Od północy jest ograniczony budynkiem Pawilonu Sztuki (Umjetnički paviljon) z 1897-98 r., a od południa głównym dworcem kolejowym (Glavni kolodvor). Innymi istotnymi budynkami przy placu są dom malarza Vlaho Bukovca (z lat 1895–1896) i kamienica Fellera (kuća Feller) z 1903 r., dzieło Vjekoslava Bastla w stylu weneckiego neogotyku. Ten sam architekt zaprojektował również słynną secesyjną kamienicę Kalliny (kuća Kallina) wzniesioną w latach 1903–1904 na rogu ulic Gundulićevej i Masarykovej z wizerunkami nietoperzy, obłożoną płytkami ceramicznymi pochodzącymi z fabryki właściciela kamienicy, Josipa Kalliny.

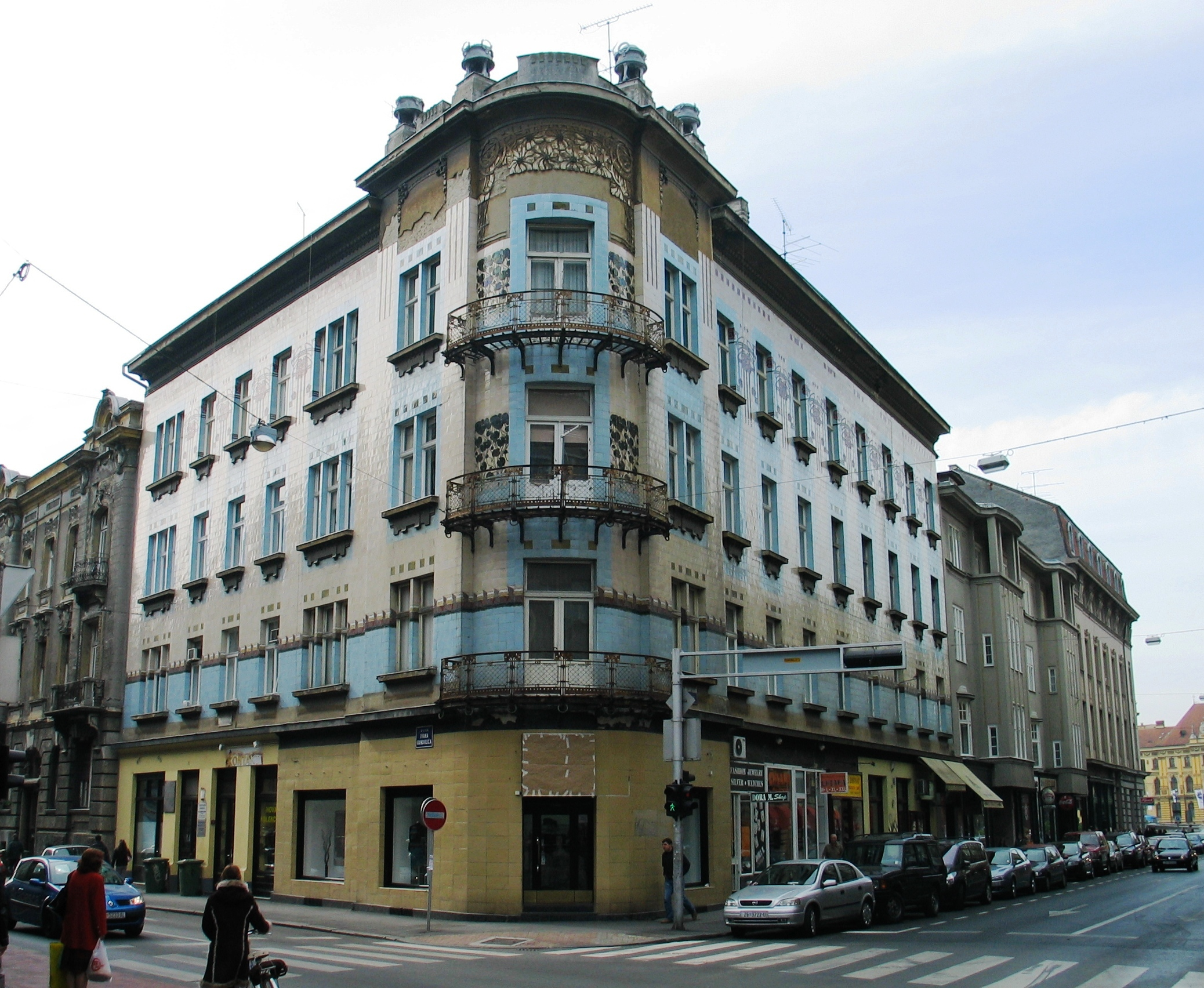
Secesyjna kamienica Kalliny

Południowa część zielonej podkowy obejmuje plac Starčevicia (Starčevićev trg) z budynkiem domu Starčevicia (Starčevićev dom) z 1894-1895, dziś mieszczącego Bibliotekę Miejską, wybudowanego dla polityka Ante Starčevicia. Słynny Hotel Esplanade (z lat 1922–1924) mieści się tuż obok dworca głównego, gdyż to tu niegdyś nocowali pasażerowie luksusowego pociągu Orient Express. Na zachód od hotelu leży zagrzebski ogród botaniczny.
Place Marulicia, Mažuranicia i marszałka Tito tworzą zachodni fragment zielonej podkowy. Na placu Marulicia (Trg Marka Marulića) mieści się secesyjny budynek Chorwackiego Archiwum Państwowego (Hrvatski državni arhiv) z lat 1910–1913, projektu Rudolfa Lubinskyego, pierwotnie wybudowany jako siedziba Biblioteki Narodowej i Uniwersyteckiej (Nacionalna i sveučilišna biblioteka). Wnętrze budowli jest bogato zdobione pracami czołowych artystów i rzemieślników owych czasów, zaś dach budynku jest znany z dekoracji w kształcie zielonych sów, które symbolizują mądrość.

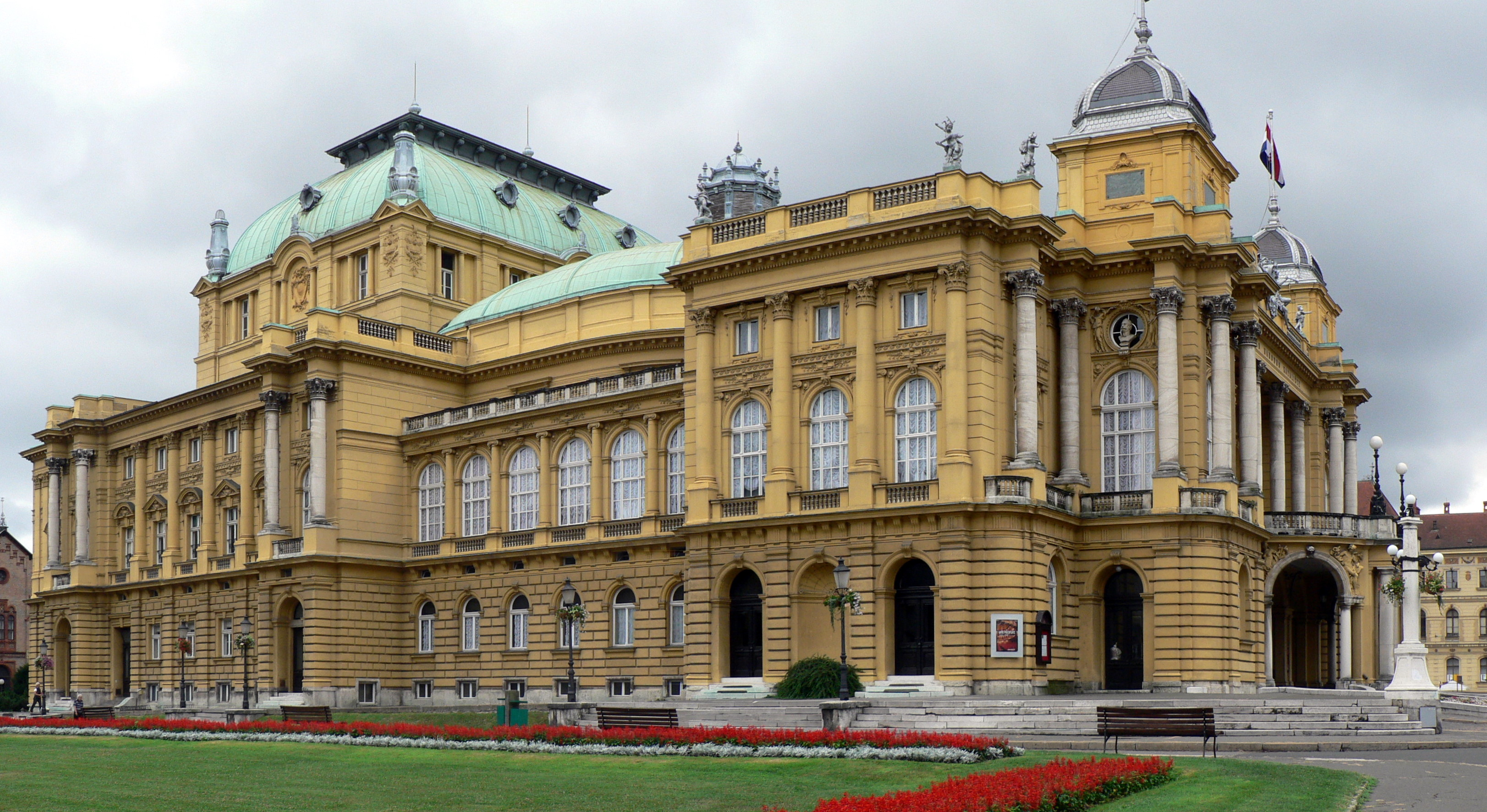
Chorwacki Teatr Narodowy

Zachodnie ramię zielonej podkowy kończy się placem marszałka Tito (Trg maršala Tita), który jest uważany za jeden z najpiękniejszych w Zagrzebiu. Nad placem dominuje monumentalny neobarokowy budynek Chorwackiego Teatru Narodowego (Hrvatsko narodno kazalište), wzniesiony w latach 1894–1895, siedziba największej instytucji teatralnej w Chorwacji. Budynek otwierał cesarz Franciszek Józef I, a zaprojektowało go biuro projektowe Fellner & Helmer, znani budowniczowie kilkudziesięciu środkowoeuropejskich teatrów. Przed budynkiem teatru stoi rzeźba Ivana Meštrovicia Studnia życia (Zdenac života) z 1905 r. Przy placu marszałka Tito znajdują się również Muzeum Sztuki i Rzemiosła (Muzej za umjetnost i obrt), Chorwackie Muzeum Szkolnictwa (Hrvatski školski muzej) i rektorat Uniwersytetu w Zagrzebiu (Sveučilište u Zagrebu). Z południowej strony placu znajduje się budynek dawnej Izby Handlowo-Rzemieślniczej (Trgovačko-obrtna komora) i Chorwackiego Sokoła (Hrvatski sokol), organizacji na rzecz wychowania fizycznego, dziś siedziba Akademii Sztuki Teatralnej (Akademija dramske umjetnosti).
Wschodnia część Dolnego Miasta, na zewnątrz zielonej podkowy, została w większości zabudowana w pierwszej połowie XX wieku i charakteryzuje się modernistyczną architekturą. Na dawnym placu Giełdy (Trg burze), dziś placu Chorwackich Bohaterów (Trg hrvatskih velikana) znajduje się monumentalny Pałac Giełdy (Palača burze), dziś Chorwacki Bank Narodowy (Hrvatska narodna banka), dzieło Viktora Kovačicia z lat 1923–1927. W pobliżu mieści się także plac Ofiar Faszyzmu (Trg žrtava fašizma) z okrągłym budynkiem Chorwackiego Domu Artystów Plastyków (Hrvatskog doma likovnih umjetnika) z 1938 roku, powstałego według pomysłu Ivana Meštrovicia. Obecnie w budynku odbywają się wystawy sztuki współczesnej.
Niedaleko Dolnego Miasta, w dzielnicy Trnje, jako wybitny przykład współczesnej architektury wyróżnia się budynek Biblioteki Narodowej i Uniwersyteckiej (Nacionalna i sveučilišna knjižnica), ukończony w 1995 r. Budowla jest dziełem zespołu zagrzebskich architektów pod kierownictwem Velimira Neidhardta.

### Inne atrakcje turystyczne

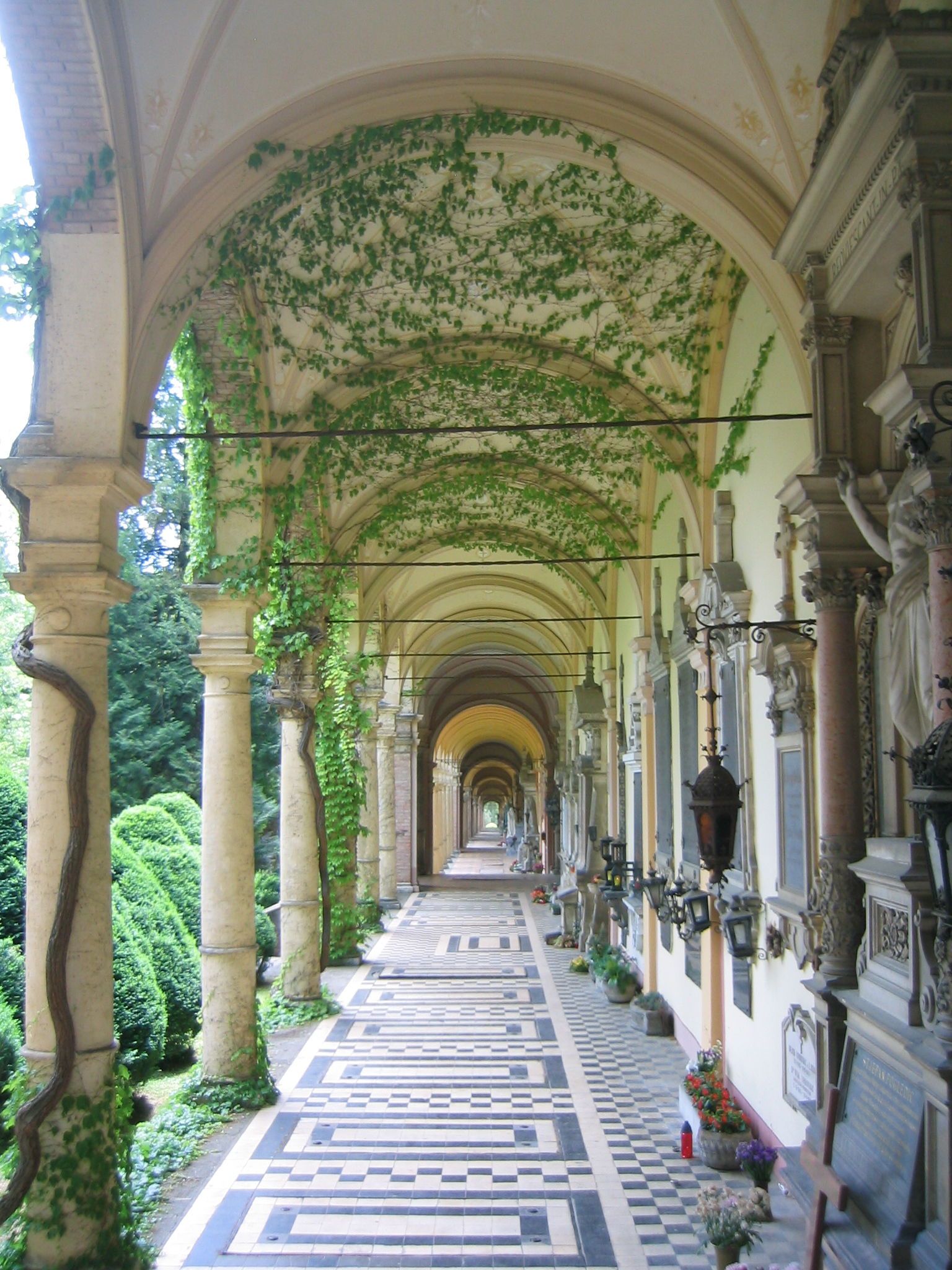
Cmentarz Mirogoj

Na wschód od centrum miasta, w dzielnicy Maksimir znajduje się park Maksimir, historyczny ogród założony w XVIII wieku i wzorowany na angielskich parkach romantycznych. W nim mieści się zagrzebski ogród zoologiczny. W północnej części miasta leży główny zagrzebski cmentarz Mirogoj. Założony na przełomie XIX i XX wieku, cmentarz ten, projektu Hermanna Bollé, wyróżnia się swoimi arkadami, w których pochowane są wybitne osobistości chorwackiej historii.
W południowej części miasta, nad Sawą, położone jest centrum sportowo-rekreacyjne ze sztucznym jeziorem służącym za kąpielisko i torem wioślarskim. Na przeciwnym brzegu rzeki, na osiedlu Lanište, znajduje się największa hala sportowa Chorwacji – Arena Zagrzeb.
Panoramę miasta dopełniają nowe budynki biurowe i mieszkalne oraz zagrzebskie wieżowce.
Popularnym miejscem wycieczek zagrzebian są góry Medvednica, zwane również od nazwy najwyższego szczytu Sljeme, gdzie znajdują się ruiny średniowiecznego zamku Medvedgrad.

## Kultura
Zagrzeb jest największym ośrodkiem kulturalnym Chorwacji. W mieście znajduje się wiele instytucji o tradycyjnie wysokim prestiżu. W dziedzinie muzyki jest to Sala Koncertowa Vatroslava Liskinskiego (chorw. Koncertna dvorana Vatroslava Lisinskog, pot. Lisinski), w świecie teatru, baletu i opery Chorwacki Teatr Narodowy (Hrvatsko narodno kazalište), a wśród bibliotek Biblioteka Narodowa i Uniwersytecka (Nacionalna i sveučilišna knjižnica). Wśród licznych wartościowych muzeów i galerii największym kulturalnym oddźwiękiem swoich wystaw wyróżnia się galeria Klovićevi Dvori.

### Biblioteki
W Zagrzebiu znajdują się: Biblioteka Narodowa i Uniwersytecka, Biblioteki Miasta Zagrzebia (Knjižnice grada Zagreba), Biblioteka Miejska (Gradska knjižnica), Biblioteka „Andrija Štampar” (Knjižnica „Andrija Štampar”), Biblioteka Knežija (Knjižnica Knežija), ZAGREBIENSIA – zbiory rodzinne Zagrzebian, Biblioteka Vladimira Nazora (Knjižnica Vladimira Nazora), Biblioteka Medvešćak (Knjižnica Medvešćak) oraz Biblioteka i Czytelnia Bogdana Ogrizovicia (Knjižnica i čitaonica Bogdana Ogrizovića).
Przy Bibliotece i Czytelni Bogdana Ogrizovicia działa Centralna Biblioteka Albańczyków w Chorwacji (Središnja knjižnica Albanaca u Hrvatskoj), a przy Bibliotekach Miasta Zagrzebia – Centralna Biblioteka Rusinów i Ukraińców w Chorwacji (Središnja knjižnica Rusina i Ukrajinaca u Hrvatskoj).

### Muzea i galerie
Zagrzebskie muzea przechowują ponad 3,6 mln eksponatów w ponad 30 zbiorach, od publicznych i kościelnych muzeów po prywatne zbiory i galerie. Dziesiątki prywatnych mniejszych i większych galerii działają niemal w każdej części miasta.
Muzeum Archeologiczne (Arheološki muzej) przechowuje niemal 450 000 artefaktów otrzymanych z różnych źródeł. Najbardziej znany jest zbiór egipskich eksponatów z tzw. zagrzebską mumią, zawiniętą w tkaninę z jedyną zachowaną księgą w języku etruskim (tzw. Liber Linteus). Muzeum posiada także zbiory numizmatyczne i związane z antyczną i średniowieczną historią Zagrzebia i okolic.

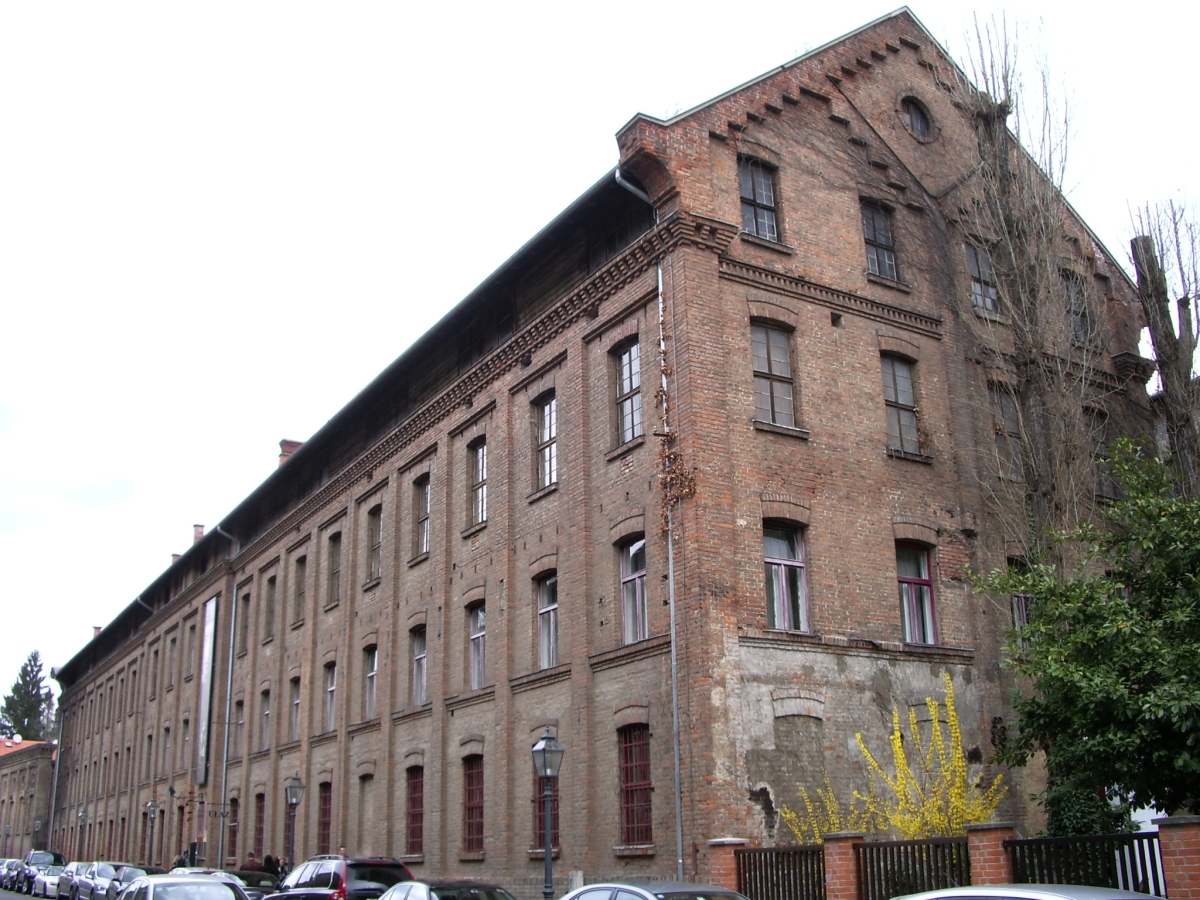
Gliptoteka Chorwackiej Akademii Nauki i Sztuki

Spośród muzeów sztuki najbardziej znane jest Muzeum Sztuki i Rzemiosła (Muzej za umjetnost i obrt), założone w 1880 roku, w którym znajdują się zbiory historycznych mebli i wyrobów rzemieślniczych. Historyczne malarstwo i rzeźbę od XIV do XIX wieku prezentują Galeria Starych Mistrzów Strossmayera (Strossmayerova galerija starih majstora), kolekcja Chorwackiej Akademii Nauki i Sztuki (Hrvatska akademija znanosti i umjetnosti) i otwarte w 1987 r. Muzeum Mimara (Muzej Mimara), którego zbiory, liczące 3750 dzieł różnych kultur i cywilizacji (obrazy malarstwa hiszpańskiego, włoskiego i holenderskiego oraz ceramika i sztuka orientalna), są darowizną Ante Topicia Mimary dla miasta Zagrzebia. Galeria Nowoczesna (Moderna galerija) jest zbiorem dzieł chorwackich malarzy i rzeźbiarzy XIX i XX wieku. Inne muzea sztuki to Atelier Ivana Meštrovicia z jego rzeźbami, rysunkami i litografiami oraz Chorwackie Muzeum Sztuki Prymitywnej (Hrvatski muzej naivne umjetnosti) i Muzeum Sztuki Nowoczesnej (Muzej suvremene umjetnosti), którego nowy budynek otwarto w 2009 r. w dzielnicy Novi Zagreb.
W Zagrzebiu mieszczą się także dwa bogate muzea historyczne. Muzeum Miasta Zagrzebia (Muzej grada Zagreba) założone przez Towarzystwo „Bracia Chorwackiego Smoka” (Družba „Braća hrvatskoga zmaja”) mieści się w odnowionym kompleksie dawnego klasztoru klarysek z XVII wieku. Placówka posiada zbiory z dziedzin kulturalnej, gospodarczej i politycznej historii Zagrzebia od czasów rzymskich do epoki współczesnej. Innym muzeum historycznym w Zagrzebiu jest Muzeum Historyczne Chorwacji (Hrvatski povijesni muzej) w pałacu Vojkovicia.
Z innych muzeów ważne są Muzeum Przyrodnicze (Hrvatski prirodoslovni muzej), Muzeum Techniki (Tehnički muzej) oraz Muzeum Etnograficzne (Etnografski muzej). To ostatnie posiada stroje ludowe z Chorwacji, instrumenty muzyczne oraz bogate zbiory ludowych kultur Etiopii, Ameryki Południowej, Chin i wysp Pacyfiku. Wartościowymi zbiorami mogą również pochwalić się Chorwackie Muzeum Szkolnictwa (Hrvatski školski muzej), Gliptoteka Chorwackiej Akademii Nauki i Sztuki oraz Gabinet Grafik (Kabinet grafike) Chorwackiej Akademii Nauki i Sztuki. Od 2010 roku działa tu nietypowe Muzeum Zerwanych Związków (Muzej prekinutih veza), które w 2011 roku otrzymało nagrodę Kennetha Hudsona przyznawaną przez Europejskie Forum Muzeów.
Najczęściej odwiedzane wystawy światowych artystów organizuje galeria Klovićevi Dvori, a stuletnie doświadczenie w tym kierunku ma Pawilon Sztuki (Umjetnički paviljon).

### Teatry
Pierwsze przedstawienia teatralne odbywały się w Zagrzebiu już w XVIII wieku, a pierwszy budynek teatru wzniesiono w 1833 r. Dziś w Zagrzebiu działa około 20 stałych i sezonowych teatrów. Chorwacki Teatr Narodowy (Hrvatsko narodno kazalište), otwarty w 1895 r., cieszy się uznaniem w zakresie wystawiania dzieł historycznych, dramatów, oper i baletów. Oprócz Chorwackiego Teatru Narodowego, najpopularniejsze są Miejski Teatr Dramatyczny Gavella (Gradsko dramsko kazalište Gavella), Miejski Teatr Komedia (Gradsko kazalište Komedija), Zagrzebski Teatr Młodych (Zagrebačko kazalište mladih), Teatr Exit (Teatar Exit) i Teatr Satyryczny Kerempuch (Satiričko kazalište Kerempuh). Istnieją wyspecjalizowane teatry dla dziecięcej publiczności; niektóre z nich mieszczą się z dala od centrum miasta i są zorientowane na publiczność z większych dzielnic (Trešnjevka, Dubrava). W sezonie letnim różne spektakle i koncerty odbywają się pod gołym niebem, a najbardziej znane z nich to Zagrzebskie Lato Histrionów (Zagrebačko histrionsko ljeto).

### Koncerty i festiwale
W Zagrzebiu odbywa się wiele festiwali światowej rangi, takich jak Animafest, światowy festiwal filmu animowanego, który odbywa się każdego parzystego roku, Międzynarodowy Przegląd Folkloru (Međunarodna smotra folklora), festiwal teatralny Eurokaz czy Festiwal tańca nowoczesnego (Festival suvremenog plesa).
Miasto ma również swój festiwal filmowy, Zagreb Film Festival, a także festiwal filmu dokumentalnego ZagrebDox. Do istotnych wystaw nowej sztuki wizualnej zalicza się Salon Zagrzebski (Zagrebački salon). Do festiwali muzycznych należą: Zagrebfest, jedna z najstarszych chorwackich imprez poświęconych muzyce pop, festiwal muzyki awangardowej Muzyczne Biennale (Muzički biennale), odbywający się każdego nieparzystego roku, oraz Festiwal Filharmonii Zagrzebskiej (Festival Zagrebačke filharmonije). Od 1996 r. na ulicach śródmieścia odbywa się Cest is d’Best, międzynarodowy multimedialny festiwal ulicznych artystów. Latem również odbywają się koncerty na wolnym powietrzu, głównie w dzielnicy Gornji Grad (Lato na Gornjim Gradzie, Ljeto na Gornjem gradu).
Najbardziej znaną salą koncertową Zagrzebia jest Sala koncertowa Vatroslava Lisinskiego (Koncertna dvorana Vatroslav Lisinski), wzniesiona w 1973 r. i nazwana imieniem kompozytora pierwszej chorwackiej opery, Vatroslava Lisinskiego. W 1990 r. odbył się w niej Konkurs Piosenki Eurowizji. Większe koncerty muzyki rozrywkowej odbywają się w Domu Sportów (Dom Sportova), a od niedawna także w wielofunkcyjnej hali sportowej Arena Zagreb.
Z pozostałych imprez znane są: wystawa kwiatów Floraart, zlot motoryzacyjny Old-timer Rally oraz Targi Marka (Markov sajam) – targ staroci, który dawniej odbywał się na placu św. Marka, a dziś na placu bana Josipa Jelačicia. Dni miasta Zagrzebia (Dani Grada Zagreba) odbywają się 16 listopada.

## Sport
Zagrzeb jest siedzibą wielu klubów piłkarskich, między innymi 25-krotnego mistrza Chorwacji Dinamo Zagrzeb oraz NK Zagreb. W północno-wschodniej części miasta znajduje się Stadion Dinama, Maksimir, mogący pomieścić 40 000 widzów.

### Kluby sportowe
Profesjonalne kluby sportowe w Zagrzebiu:
- baseball: HAŠK Zagreb, Gajnice, Kaptol lions, Medvednica, Novi Zagreb river pirates, Purger, Zagreb
- bocce: dr Ante Starčević, Zagreb, Telekom, Siget Osvit, Prečko, Novi Retkovec, Hrvatski dragovoljac, Kijevo, HEP, Flora, Dubrava, Dubec, Zrinjevac
- hokej na lodzie: Zagreb, Grič, HAŠK, Medveščak, Mladost, Šalata
- koszykówka: KK Cibona, KK Zagreb, KK Dubrava, KK Cedevita
- lekkoatletyka: AK Mladost
- piłka nożna: NK Dinamo, NK Zagreb, Hrvatski Dragovoljac Zagrzeb
- piłka ręczna: RK Zagrzeb, RK Agram Medveščak, RK Dubrava
- rugby: Zagreb, Lokomotiva, Viktorija, Policijska akademija, Rudeš, Zvrk, Mladost
- waterpolo: HAVK Mladost, VK Dinamo, VK Medveščak
- wioślarstwo: HAVK Mladost (veslanje), VK Trešnjevka
- zapasy: Inas, Metalac

## Miasta partnerskie
| - Moguncja, Niemcy (1967) - Petersburg, Rosja (1968) - Tromsø, Norwegia (1971) - Kyoto, Japonia (1972) - Kraków, Polska (1975) - Lizbona, Portugalia (1977) - Pittsburgh, Stany Zjednoczone (1980) - Szanghaj, Chiny (1980) | - Bolonia, Włochy (1984) - Budapeszt, Węgry (1994) - Wiedeń, Austria (1994) - Sarajewo, Bośnia i Hercegowina (2001) - Lublana, Słowenia (2001) - Podgorica, Czarnogóra (2006) - Londyn, Wielka Brytania (2009) - Warszawa, Polska (2011) |